# Filioque

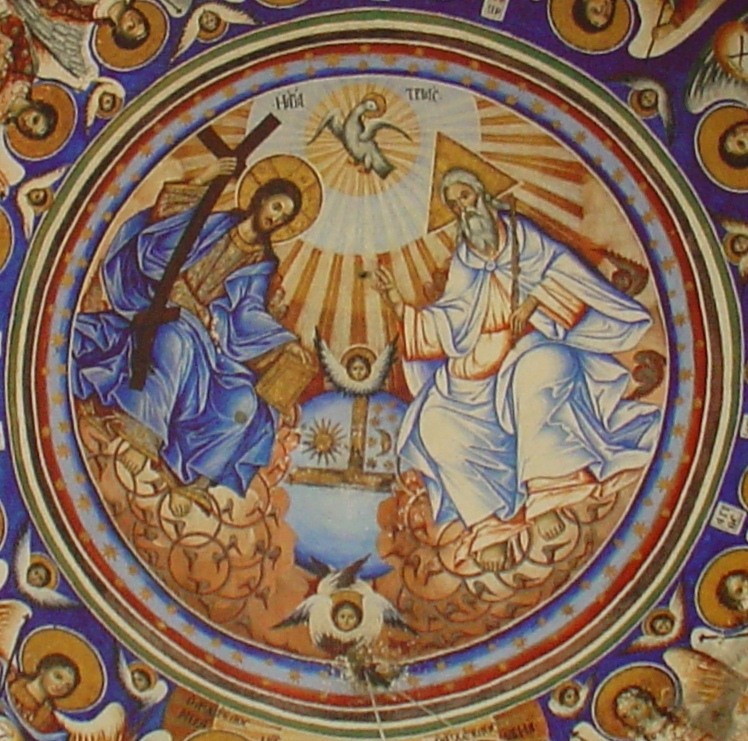
Icono de la Santísima Trinidad en el Monasterio de Vatopedi del Monte Athos.

Filioque, que se traduce como «y del Hijo», es una cláusula insertada por la teología cristiana en la versión latina del símbolo niceno-constantinopolitano del Concilio de Constantinopla I del año 381. No está presente en el texto original griego, en el que simplemente se lee que el Espíritu Santo procede «del Padre». 

Καὶ εἰς τὸ Πνεῦμα τὸ Ἅγιον, τὸ κύριον, τὸ ζωοποιόν, τὸ ἐκ τοῦ Πατρὸς ἐκπορευόμενον
Y en el Espíritu Santo, Señor y dador de vida, que procede del Padre

Et in Spiritum Sanctum, Dominum et vivificantem, qui ex Patre Filioque procedit
Y en el Espíritu Santo, Señor y dador de vida, que procede del Padre y del Hijo

Se considera que la cláusula Filioque fue insertada en la versión latina del credo niceno-constantinopolitano durante el III Concilio de Toledo en 589 y que se extendió espontáneamente por todo el pueblo franco. En el siglo IX, el papa León III aceptó la doctrina del origen del Espíritu Santo del Padre y del Hijo, aunque se opuso a la adopción de la cláusula Filioque. Sin embargo, en 1014 en Roma, se adoptó el canto del credo con Filioque en la misa.
La posición a favor de la inserción de esta cláusula, llamada filioquismo, se inspiró en la doctrina tradicional de Occidente, así como en la doctrina recogida en Alejandría. Fue proclamado dogma de la Iglesia por el papa León I en 447. En oposición a este dogma se encuentra la doctrina del monopatrismo, formulada por el patriarca de Constantinopla Focio en el siglo IX. Focio sostuvo que la frase «que procede del Padre» (τὸ ἐκ τοῦ Πατρὸς ἐκτορευόμενον) debe ser del credo niceno-constantinopolitano, interpretado en el sentido de «quien procede solo del Padre» (τὸ ἐκ μόνου τοῦ Πατρὸς ἐκπορευόμενον). Esta doctrina fue una de las causas que llevaron al breve cisma de Focio, precedente del Gran Cisma de 1054. Las diferencias entre los defensores de las dos doctrinas constituyen todavía un obstáculo en los intentos de reunir a las Iglesias católica y ortodoxa.

## Cláusula
El texto del símbolo Símbolo Niceno-Constantinopolitano, confirmado por los Padres de la Iglesia en el Concilio de Constantinopla I del año 381 recoge que el Espíritu Santo procede «del Padre».

Καὶ εἰς τὸ Πνεῦμα τὸ Ἅγιον, τὸ κύριον, τὸ ζωοποιόν, τὸ ἐκ τοῦ Πατρὸς ἐκπορευόμενον

Y en el Espíritu Santo, Señor y dador de vida, que procede del Padre

Por su parte, la versión latina inserta la cláusula «y del Hijo», lo que significa que el Espíritu Santo procede «del Padre y del Hijo»; este es el origen de la controversia entre las diversas denominaciones cristianas. Todo ello se debe a que la inclusión de la cláusula ha llevado a la postulación de diferentes interpretaciones teológicas, que se traducen en desacuerdos entre las iglesias cristianas.

Et in Spiritum Sanctum, Dominum et vivificantem, qui ex Patre Filioque procedit
Y en el Espíritu Santo, Señor y dador de vida, que procede del Padre y del Hijo

## Controversia
La controversia en torno a la cláusula Filioque proviene de cuatro desacuerdos diferenciados:
- sobre el término en sí,
- sobre la ortodoxia de la doctrina de la procesión del Espíritu Santo del Padre y del Hijo, a la que se refiere,
- sobre la legitimidad de insertar el término en el credo niceno-constantinopolitano, y
- sobre la autoridad del papa para definir la ortodoxia de la doctrina o para insertar el término en el credo niceno-constantinopolitano.

Aunque el desacuerdo sobre la doctrina precedió a aquel sobre la inserción en el credo, ambos se vincularon con el tercero cuando el papa aprobó la inserción de la cláusula en el símbolo niceno-constantinopolitano en el siglo XI. «En última instancia, lo que estaba en juego no era solo la naturaleza trinitaria de Dios, sino también la naturaleza de la Iglesia, su autoridad docente y la distribución del poder entre sus líderes».
Se identifican dos opiniones ortodoxas orientales opuestas sobre la cláusula Filioque. Una visión «liberal», considera que la controversia es, en gran medida, una cuestión de falta de comunicación y malentendidos mutuos. Desde este punto de vista, tanto Oriente como Occidente tienen la culpa de no permitir una mayor «pluralidad de teologías». Cada parte se desvió al considerar su marco teológico como el único que era doctrinalmente válido y aplicable. Por lo tanto, ninguna de las partes acepta que la controversia no se trata tanto de un conflicto dogmático, sino de un punto de vista diferente de un «teologoumenón» o perspectiva teológica. A pesar de que todos los cristianos deben estar de acuerdo en cuestiones dogmáticas, hay opción para la diversidad en los enfoques teológicos. Esta opinión es rechazada por aquellos que tienen una visión «rigorista» dentro de la Iglesia ortodoxa. Para ellos, al igual que para Focio o Marcos de  Éfeso, la cláusula Filioque es una cuestión dogmática que no pueden descartar como un simple enfoque teológico diferente. Así, muchos consideran que la Iglesia latina subestima el papel del Espíritu Santo, lo que conduce a un grave error doctrinal.
Durante el siglo XI la cláusula Filioque fue utilizada como un arma en la lucha de poder entre Roma y Constantinopla. Para muchos involucrados en la disputa, los problemas teológicos superaron con creces las preocupaciones eclesiológicas. De este modo, se cuestiona si el cristianismo oriental y el occidental han terminado por desarrollar «enseñanzas diferentes e incompatibles sobre la naturaleza de Dios», acentuado desde el siglo VIII o el siglo IX, cuando los cristianos de ambas partes de la disputa, comenzaron a creer que las diferencias eran irreconciliables. Así, desde el punto de vista latino, el rechazo oriental a la cláusula Filioque, suponía la negación de la consustancialidad del Padre y del Hijo, y era considerado una forma oculta de arrianismo. Por su parte, en Oriente, la interpolación de la cláusula Filioque, indicaba que Occidente estaba enseñando una «fe sustancialmente diferente» que podía desembocar en una forma oculta de politeísmo dual. A pesar de que el poder y la autoridad fueron temas centrales en el debate, la fuerza de las emociones se elevaron incluso al nivel del odio, atribuyendo la creencia de que la otra parte «destruyó la pureza de la fe negándose a aceptar las enseñanzas de los padres sobre la procesión del Espíritu Santo».

## Historia

### Nuevo Testamento
En el Diccionario Oxford de la Iglesia cristiana a partir de Jn 16,13-15, en el que Jesús dice que el Espíritu Santo «(...) recibirá y tomará de lo mío y os lo anunciará» se interpreta que en las relaciones entre las Personas de la Trinidad, uno de ellos no podría «tomar» o «recibir» (en griego: λήψεται) ninguno de los otros, sino que «proceden» uno de los otros. Versículos como Jn 20,22: «Y, dicho esto, sopló sobre ellos y les dijo: "Recibid el Espíritu Santo"», fueron vistos por los Padres de la Iglesia, especialmente Atanasio de Alejandría, Cirilo de Alejandría y Epifanio de Salamina, como base para decir que el Espíritu Santo «procede sustancialmente de ambos», del Padre y del Hijo. Otros pasajes que se han utilizado en el debate incluyen Rm 8,9, Gá 4,6 y Flp 1,19, en los que el Espíritu Santo se identifica como «Espíritu de Cristo», «Espíritu de su Hijo» y «Espíritu de Jesucristo». Del mismo modo, el Diccionario Oxford de la Iglesia cristiana describe versículos del Evangelio de Juan (Jn 14,16, Jn 15,26 y Jn 16,7) en los que Jesús envía el Espíritu Santo. Además, en Ap 22,1, el río del agua de la Vida (identificando el Agua de la Vida como el Espíritu Santo de Jn 7,39) brota del trono de Dios y del Cordero (siendo Cristo el Cordero en Jn 1,29), lo que se puede interpretar como el Espíritu Santo que procede tanto del Padre como del Hijo.

El Nuevo Testamento no declara explícitamente el origen del Espíritu Santo como la teología comprende y define la doctrina. A pesar de esto, hay ciertos principios establecidos en el Nuevo Testamento que dieron forma a la teología trinitaria y, en particular, textos que tanto latinos como griegos usaron para apoyar sus respectivas posiciones frente a la controversia de la cláusula Filioque.
Anthony E. Siecienski

### Padres de la Iglesia
Desde el siglo III, antes de que se celebrara el Concilio de Constantinopla y de que el Símbolo Niceno-Constantinopolitano se conociera en Occidente, teólogos cristianos de Occidente hablaban explícitamente del Espíritu Santo como «del Padre y del Hijo» o «del Padre a través del Hijo». Todo ello, mientras los Padres de la Iglesia griegos debatían por encontrar un lenguaje capaz de expresar la naturaleza misteriosa de la relación del Hijo con el Espíritu. Incluso durante la vida de Cirilo de Alejandría, los teólogos latinos afirmaban que el Espíritu Santo procede del Padre y el Hijo (ex Patre et Filio procedentem). Esta diferencia entre la Iglesia latina y la griega permanece aún en debate.
A principios del siglo III en la provincia romana de África, Tertuliano enfatizaba que el Padre, el Hijo y el Espíritu Santo comparten una misma substancia divina, un mismo grado y una misma potestad. Él concibe como que fluye del Padre y se transmite por el Hijo al Espíritu. Usando las metáforas de la raíz, el brote y el fruto; la primavera, el río y la corriente; y el sol, el rayo y el punto de luz; para la unidad con distinción en la Trinidad. Así, «el Espíritu, entonces, es tercero de Dios y del Hijo...».
A principio del siglo IV, Mario Victorino conectó fuertemente al Hijo y al Espíritu en sus argumentos contra el arrianismo. A mediados de siglo, Hilario de Poitiers escribió que el Espíritu «proviene del Padre» y es «enviado por el Hijo», es enviado «del Padre a través del Hijo» y «tiene al Padre y al Hijo como fuente».  Por otro lado, cuestiona si «recibir del Hijo es lo mismo que proceder del Padre», en referencia a Jn 16, 15.  A finales de siglo, Ambrosio de Milán afirmó que el Espíritu «procede del (procedit a) Padre y del Hijo», sin separarse jamás de ninguno de los dos.  Escribe, «Dios Todopoderoso, tu Hijo es la fuente de la vida, es decir, la fuente del Espíritu Santo. Porque el Espíritu es vida...». Estos autores no reflexionan sobre el origen del Espíritu, sino que enfatizan la igualdad de las personas de la Trinidad como Dios, reconociendo al Padre como fuente de Dios eterno.
En ese mismo siglo, los padres capadocios también escribieron sobre las tres personas de la Trinidad. Así, Basilio de Cesarea indicaba que «a través del Hijo único [el Espíritu Santo] se une al Padre» y «la bondad natural, la santidad inherente y la dignidad real llegan del Padre a través del unigénito (διὰ τοῦ Μονογενοῦς) al Espíritu». Sin embargo, sus textos no se pueden considerar defensores del Filioque. Gregorio Nacianceno distinguió entre los dos verbos griegos procedencia, ἐκπορεύεσθαι, tal y como se utiliza en la versión griega original del símbolo Niceno-Constantinopolitano y προϊέναι. En su Oración sobre la Candelaria indica que «El Espíritu Santo es el verdadero Espíritu que procede (προϊέναι) del Padre, de hecho, pero no de la misma manera que el Hijo, porque no fue por generación, sino por procesión (ἐκπορεύεσθαι)». Por su parte Gregorio de Nisa, indica que «el uno (es decir, el Hijo) es directamente del Primero y el otro (es decir, el Espíritu) es a través del que es directamente del Primero (τὸ δὲ ἐκ τοῦ προσεχῶς ἐκ τοῦ πρώτου) con el resultado de que el Unigénito permanece en el Hijo y no niega el ser del Espíritu del Padre ya que la posición media del Hijo protege su distinción como Unigénito y no excluye al Espíritu de su relación natural con el Padre».
En la primera mitad del siglo V, Cirilo de Alejandría (venerado por católicos y ortodoxos como un santo) legó en sus enseñanzas que el Espíritu Santo procede del Padre y el Hijo utilizando los verbos griegos προϊέναι (en latín procedere) y προχεῖσθαι (viene de), y no el verbo ἐκπορεύεσθαι que aparece en el texto griego del símbolo de Nicea. También habla del Espíritu Santo que viene del Padre a través del Hijo, dos expresiones diferentes que para él son complementarias: la procesión del Espíritu Santo del Padre no excluye la mediación del Hijo y el Hijo recibe del Padre una participación en la venida del Espíritu Santo. La Iglesia católica acepta ambas frases, y considera que no afectan la realidad de la misma fe, expresando la misma verdad de maneras ligeramente diferentes.

Puesto que el Espíritu Santo, cuando está en nosotros, afecta a nuestro ser ajustándolo a Dios, y procede realmente del Padre y del Hijo, está muy en claro que es de esencia divina, estando en ella y procediendo de ella
San Cirilo de Alejandría. Tesoro de la Santa y Consustancial Trinidad, tesis 34

A las enseñanzas de Cirilo de Alejandría se opuso Teodoreto de Ciro que se negaba a respaldar la deposición de Nestorio en el Concilio de Éfeso de 431. Además, acusó a Cirilo de enseñar que el Hijo tiene un papel en el origen del Espíritu Santo, negando que el Hijo tuviera alguna participación en la procedencia del Espíritu Santo. Teodoreto también atacó los Doce Anatemas de Cirilo. El noveno afirmaba que el Espíritu Santo es el Espíritu de Jesús, lo cual era considerado blasfemia por Teodoreto, puesto que esta consideración inspiraba la idea de que el Espíritu tiene su origen a través del Hijo. Ante este planteamiento Cirilo reafirmó que este mismo Espíritu, que es el Espíritu de Dios Padre, es también el Espíritu del Hijo: procede del Padre, pero no como si fuera ajeno al Hijo. Finalmente, bajo la presión de los Padres de la Iglesia presentes en el Concilio de Calcedonia de 451, Teodoreto pronunció anatema contra Nestorio. Falleció seis años después, en 457. Casi un siglo después, el Concilio de Constantinopla II de 553 declaró anatema sobre cualquiera que defendiera los escritos de Teodoreto contra Cirilo y sus Doce anti-Anatemas, incluyendo su ataque al noveno anatema de Cirilo.
Las obras de Agustín de Hipona son la base de la teología trinitaria occidental y de la cláusula Filioque. Agustín hizo popular la frase «producto del Padre a través del Hijo» en todo occidente. También fue utilizado en oriente «a través del Hijo», aunque fue abandonado o rechazado posteriormente por ser equivalente a «del Hijo» o «y el Hijo». Del mismo modo, Epifanio de Salamina recoge en sus escritos que el Espíritu Santo es del Padre y del Hijo, sin el Padre y del Hijo, del Padre y sin el Hijo, de ambos, de una misma esencia como el Padre y el Hijo, y así sucesivamente. De esta forma, «la enseñanza patrística del siglo IV carece de la exclusividad que caracterizó a la teología ortodoxa después de Focio para la repulsa de la doctrina Filioque. Aunque aquí no se encuentra el Filioque puro que consideran los teólogos católicos, tampoco (...) se encuentra esa oposición al Filioque que se convirtió en una especie de dogma ortodoxo o, más bien, anticatólico». Por su parte, los escritos del papa León I son ambiguos en cuanto a la cláusula, ya que fueron utilizados tanto por latinos como por griegos para defender sus posturas. En una de sus epístolas indica que el Espíritu Santo procede del Padre y del Hijo. Además, probablemente a mediados de este siglo V surgió el Símbolo Quicumque.
El papa Gregorio I, en la Homilía 26 del Evangelio, señala que el Hijo es «enviado» por el Padre, tanto en el sentido de una generación eterna como de una encarnación temporal. Así, indica que el Espíritu es «enviado» por el Hijo desde el Padre tanto para una procedencia eterna como para una misión temporal. «El envío del Espíritu es esa procedencia por la cual procede del Padre y del Hijo». En su comentario Moralia, sive Expositio in Job escribió: «El mediador entre Dios y los hombres, el Hombre Cristo Jesús, en todas las cosas lo tiene (el Espíritu Santo) siempre y continuamente presente. Porque el mismo Espíritu, incluso en sustancia, procede de Él (quia et ex illo isdem Spiritus per substantiam profertur). Y así, aunque Él (el Espíritu) permanece en los santos profetas, se dice justamente que permanece en el Mediador de una manera especial, por eso en ellos Él procede de la gracia de forma particular, pero en Él permanece sustancialmente para todos los fines». Posteriormente, en Dialogues, dio por sentada la cláusula Filioque al citar Jn 16, 7, «es cierto que el Espíritu Paráclito siempre procede del Padre y del Hijo, ¿por qué dice el Hijo que está a punto de irse para que [el Espíritu] que nunca deja al Hijo pueda venir?». El texto propone una procesión eterna tanto del Padre como del Hijo mediante el uso de la palabra «siempre» (sempre). El uso de recessurumy recedit es significativo para la divina procedencia porque aunque el Espíritu siempre procede (semper procedat) del Padre y del Hijo, el Espíritu nunca deja (numquam recedit) al Hijo por esta procedencia eterna. Los textos de Gregorio fueron traducidos erróneamente al griego por el papa Zacarías, ya que sustituyó «proceder del Hijo» por «persistir en el Hijo». Este hecho provocó que los teólogos orientales definieran a Gregorio como contrario a la cláusula Filioque.
Ninguno de estos autores hizo del origen de Espíritu Santo un objeto de especial reflexión. Todos están interesados en enfatizar el estatus igualitario de las tres personas divinas como Dios y todos reconocen que solo el Padre es la fuente del ser eterno de Dios. A pesar de que los sacerdotes orientales sabían que en Occidente se estaba enseñando el origen del Espíritu Santo del Padre y del Hijo, generalmente no consideraban el tema como herético, «toda una generación de escritores occidentales, incluidos los papas que fueron venerados como santos por la iglesia oriental, confesaron el origen del Espíritu también del Hijo; no existiendo prácticamente desacuerdo sobre esta teoría».

### Concilios ecuménicos

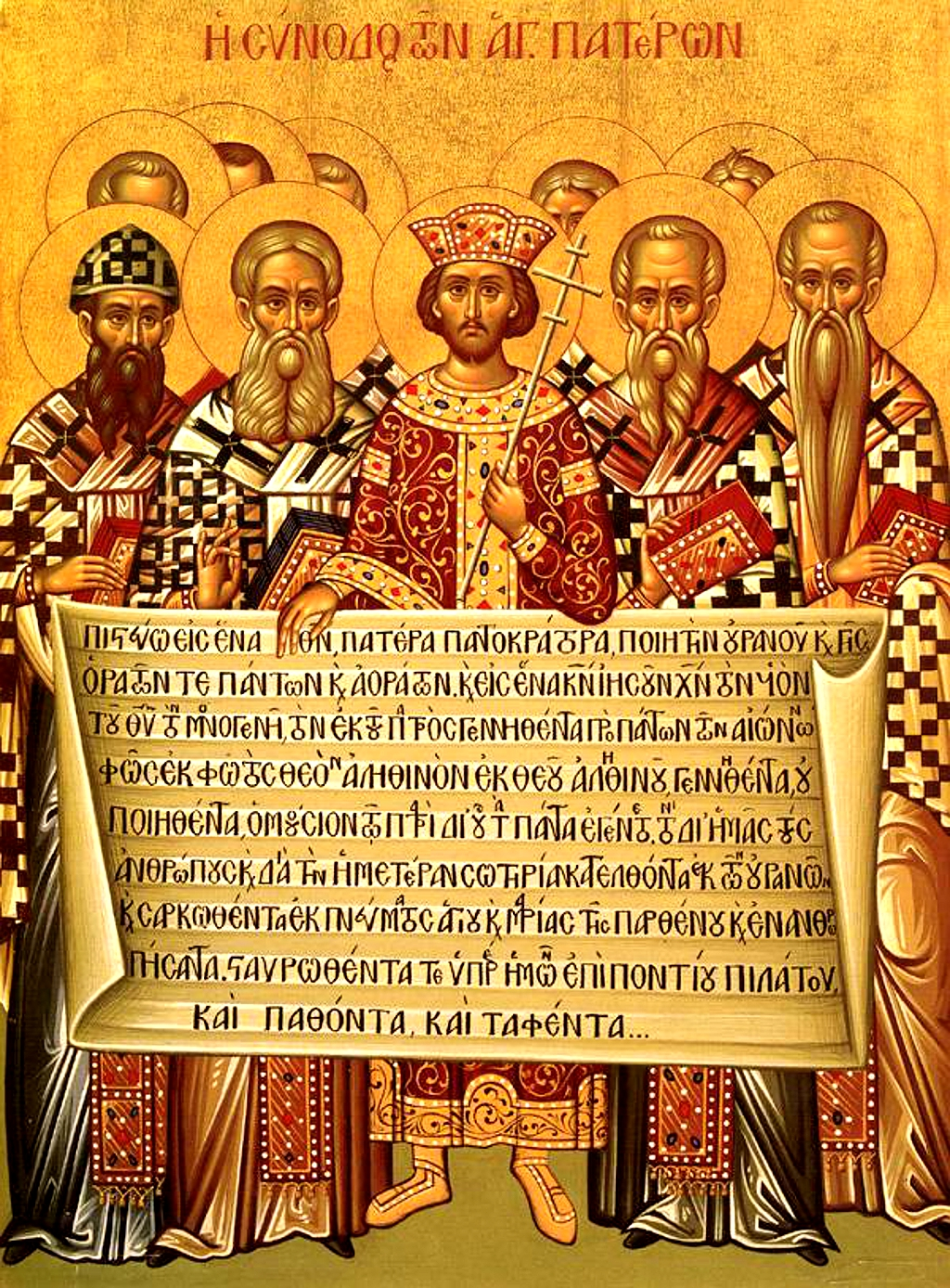
Icono del Concilio de Nicea. Aparece el texto original del Símbolo Niceno-Constantinopolitano en griego.

El primer concilio ecuménico fue el Concilio de Nicea en el año 325. En él se fijó el primer credo litúrgico, el Símbolo Niceno. Este símbolo intentaba presentar la doctrina de la Iglesia en lo referente a la figura de Jesucristo frente al arrianismo. Por ello, se incluyeron frases como «engendrado, no creado» y «consubstancial al Padre». No hacía más que una simple mención del Espíritu Santo, sin referencia a su origen, con las palabras «y en el Espíritu Santo».

Creemos en un Dios Padre todopoderoso, creador de todas las cosas, tanto visibles como invisibles. Y en un solo Señor Jesucristo, el Hijo de Dios, el unigénito engendrado del Padre, que es de la sustancia [Gr. ousias, Lat. substantia] del Padre, Dios de Dios, luz de luz, Dios verdadero de Dios verdadero, engendrado [Gr. gennethenta, Lat. natum] no hecho [Gr. poethenta, Lat. factum], CONSUBSTANCIAL [Gr. homoousion, Lat. unius substantiae (quod Graeci dicunt homousion)] con el Padre, a través del cual todas las cosas llegaron a ser, tanto las del cielo como las de la tierra; para nosotros los humanos y para nuestra salvación, él bajó y se encarnó, se hizo humano, sufrió y se levantó al tercer día, subió al cielo, viene a juzgar a los vivos y a los muertos. Y en el Espíritu Santo.
La profesión de los 318 Padres.

El segundo, fue el Concilio de Constantinopla en 381, concebido inicialmente como sínodo local, Fue convocado por Teodosio I, entonces emperador solo del Imperio romano de Oriente, Participaron 150 obispos únicamente de su dominio. No se convocó a los obispos occidentales, entre ellos al de Roma, que hasta el siglo VI no reconoció este concilio como ecuménico. Este concilio amplió la cita al Espíritu Santo con «procede del Padre» (en griego: ἐκ τοῦ Πατρὸς ἐκπορευόμενον). Esta ampliación se basa en la cita de Jn 15, 26 (en griego: ὃ παρὰ τοῦ πατρὸς ἐκπορεύεται). Se incluyó la variación ἐκ en lugar de παρά del evangelio.

Πιστεύομεν εἰς ἕνα θεὸν [...] καὶ εἰς τὸ Πνεῦμα τὸ Ἅγιον [...] τὸ ἐκ τοῦ Πατρὸς ἐκπορευόμενον
Creemos en un solo Dios [...] y en el Espíritu Santo [...] que procede del Padre

Este texto es conocido como Símbolo Niceno-Constantinopolitano. Sin embargo, no tuvo carácter normativo, puesto que en el Concilio de Éfeso del año 431, se citó el credo en su forma original de 325 y no de 381.

Es ilegal que cualquiera presente, escriba o componga un credo diferente que rivalice con el establecido por los santos sacerdotes reunidos con el Espíritu Santo en Nicea. Y aquellos que se atreven a componer una profesión de fe diferente o presentarla u ofrecerla a las personas que desean convertirse para reconocer la verdad, ya sea del paganismo o el judaísmo o cualquier otra herejía, deben ser depuestos, ya sean obispos o clero; obispos episcopados y clérigos del sacerdocio; y si son laicos, deben ser anatemas.

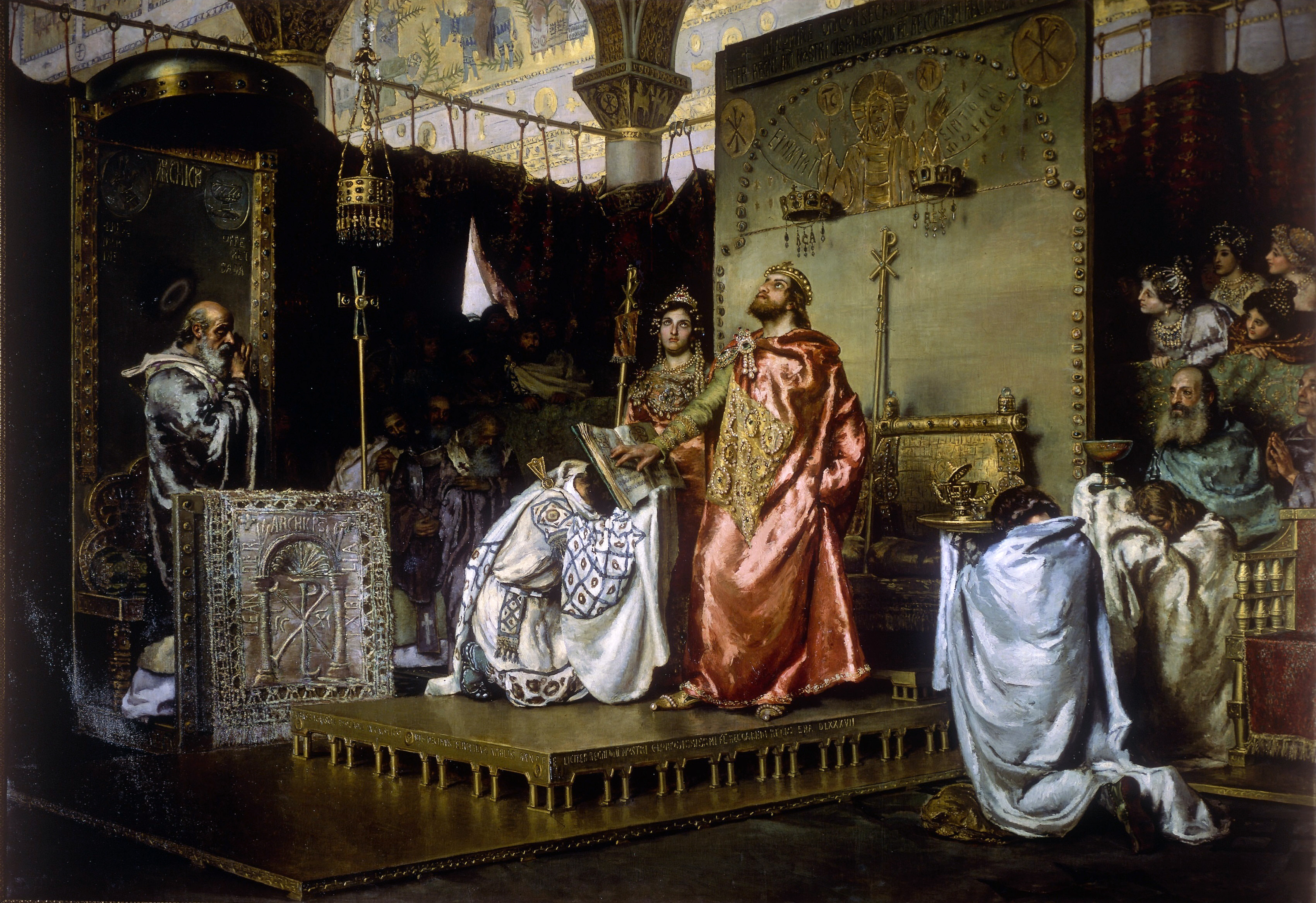
III Concilio de Toledo. Conversión de Recaredo, Antonio Munoz Degrain (1888).

A pesar de la prohibición del Concilio de Éfeso, fue el credo del segundo concilio el que se adoptó litúrgicamente en oriente y, más tarde, con una variación latina, en occidente. La variación occidental contenía dos adiciones: «Dios de Dios» (en latín: Deum de Deo) y «y del Hijo» (en latín: Filioque).
Recientes descubrimientos demuestran que la cláusula Filioque se utilizó en el Concilio de Seleucia-Ctesifonte en Persía en el año 410. Esto lo sitúa con anterioridad al cisma nestoriano, por el que la Iglesia del Oriente, Iglesia cristiana del Imperio sasánida, se separó de la Iglesia católica. La Iglesia del Oriente no incluye la cláusula en su versión del credo.
El cuarto concilio ecuménico fue el Concilio de Calcedonia de 451. En sus actos cita el Símbolo Niceno-Constantinopolitano, como «el credo ... de los 150 padres santos reunidos en Constantinopla», y lo trató formalmente como obligatorio junto con el Símbolo Niceno, siendo recibido y reconocido por León I.
A principios del siglo VI, este símbolo fue ampliamente utilizado en la liturgia oriental y, a fines del mismo siglo, en partes de occidente, algo que pudo haber comenzado con el III Concilio de Toledo en 589. En este concilio, los visigodos renunciaron al arrianismo, aceptando el catolicismo. Este concilio toledano mandó el canto del Símbolo en la misa, como ya era costumbre en el Oriente. Se le atribuye la inserción de la cláusula Filioque en el Símbolo Niceno-Constantinopolitano, pero no todos los manuscritos de los actos del concilio incluyen esta cláusula en el texto del Símbolo. Mientras que si la incluyen en la profesión de fe que los conversos del arrianismo debían pronunciar. La inclusión de la cláusula se extendió desde el reino visigodo al Reino Franco, que adoptó la fe católica en 496, y a Inglaterra, donde el Concilio de Hatfield lo aceptó en 680 como respuesta al monotelismo. Sin embargo, no fue adoptado en Roma.
La palabra griega ἐκπορευόμενον (ekporeuomenon) se refiere a la fuente última a partir de la cual se produce el procedimiento, pero el verbo latino procedere (y los términos correspondientes utilizados para traducirlo a otros idiomas) también se puede aplicar al procedimiento a través de un canal mediato. Frederick Bauerschmidt señala que lo que los teólogos medievales descartaron como objeciones menores sobre términos ambiguos, era de hecho una "comprensión insuficiente de la diferencia semántica" entre los términos griegos y latinos tanto en Oriente como en Occidente. Occidente usó el término latino más genérico procedere (avanzar; salir adelante), que es más sinónimo del término griego προϊέναι (proienai) que el término griego más específico ἐκπορεύεσθαι (ekporeuesthai, "salir como de un origen"). Occidente tradicionalmente usaba un término y Oriente tradicionalmente usaba dos términos para transmitir un significado posiblemente equivalente y complementario, es decir, ekporeuesthai del Padre y proienai del Hijo. Además, el término latino más genérico, procedere , no tiene "la implicación añadida del punto de partida de ese movimiento; por lo tanto, se usa para traducir una serie de otros términos teológicos griegos". Se utiliza como equivalente latino, en la Vulgata, no solo de ἐκπορεύεσθαι, sino también ἔρχεσθαι, προέρχεσθαι, προσέρχεσθαι y προβαίνω (cuatro veces) y se usa de Jesús origen de Dios en Juan 8:42, aunque en ese momento el término griego ἐκπορεύεσθαι ya comenzaba a designar la manera del Espíritu Santo de proceder del Padre frente a la del Hijo (γέννησις — nacer). En síntesis, procedit significa "se envía", "se transcurre", mientras que ἐκπορευόμενον significa "se origina".

### Primeras oposiciones orientales

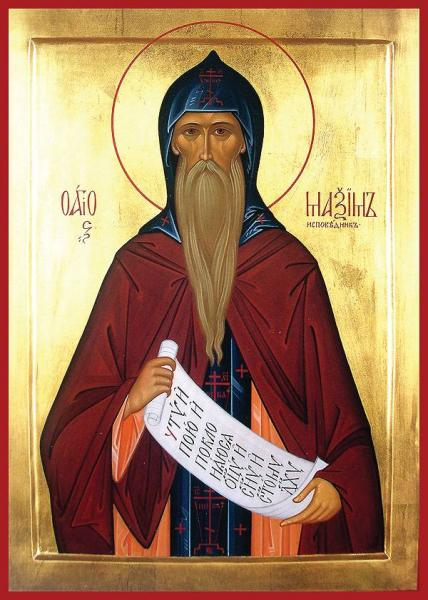
Icono de Máximo, el Confesor.

En 638, el emperador bizantino Heraclio, con el apoyo del patriarca Sergio I de Constantinopla, publicó Ekthesis, que definió la forma imperial del monotelismo como la oficial del cristianismo, una doctrina que afirma que Jesús tiene dos naturalezas, la humana y la divina, y una única voluntad, la divina. Antes de que Ekthesis llegara a Roma, falleció el papa Honorio I, que parecía apoyar el monotelismo. Su sucesor, Severino, condenó la doctrina de inmediato por lo que no pudo tomar el trono hasta 640, por la negativa del emperador. Su sucesor, el papa Juan IV, también rechazó completamente la doctrina. Esto condujo a un gran cisma entre Occidente y Oriente, que fue resuelto en Tercer Concilio de Constantinopla de 681.
Mientras tanto, Máximo el Confesor, un monje que desarrollaba su servicio en África, emprendió una fuerte campaña contra el monotelismo. Declaró que estaba mal condenar el uso romano de «y el Hijo». También indicó que las diferencias entre el latín y el griego eran un obstáculo para el entendimiento mutuo, ya que «ellos no pueden reproducir su idea en un idioma y en palabras que les son extrañas como pueden hacerlo en su lengua materna, tal como nosotros tampoco podemos hacerlo».

Ellos [los romanos] produjeron evidencia unánime sobre los padres latinos y también de Cirilo de Alejandría, a partir de su estudio del Evangelio de Juan. En base a estos textos, mostraron que no hicieron del Hijo el origen del Espíritu; saben en verdad que el Padre es el único origen del Hijo y el Espíritu, el primero por generación y el otro por procedencia, sino que manifestaron solo la procedencia a través de Él y, de este modo, mostraron la unidad e identidad de la esencia. Por lo tanto, han sido acusados de exactamente lo que estaría mal hacer, mientras que los primeros [los bizantinos] han sido acusados de lo que estaría bien hacer [ser monotelitas].
Carta a Marinus. Máximo el Confesor.

En 646, convenció a los concilios africanos para que propusieran un manifiesto contra la doctrina. Envió este manifiesto a Teodoro I, quien, a su vez, escribió al patriarca Pablo II de Constantinopla explicando la naturaleza herética de la doctrina. Pablo por su parte, era un devoto monotelita, y ordenó al papa adherirse a la doctrina de la voluntad única, acusándolo de utilizar la cláusula Filioque. La respuesta papal llegó en 649 con la excomunión del patriarca,  declarándolo herético por haber publicado en nombre del emperador Constante II, en 647 o 648, el edicto Tipos. En este edicto, Pablo prohibía cualquier mención de uno o dos voluntades en Cristo. El resultado del edicto fue el contrario al que proponía Pablo, ya que implicaba que ninguna de las dos doctrinas era mejor que la otra. El papa Teodoro convocó, al margen del emperador, el Concilio de Letrán de 649 que estuvo presidido su sucesor Martín I. Este concilio condenó tanto la doctrina monotelita, como Typos. El papa informó al emperador de las conclusiones del concilio exigiéndole su adhesión al mismo. Por su parte, el emperador ordenó la detención tanto del papa como de Máximo el Confesor, siendo trasladados a Constantinopla. El papa fue condenado a muerte y desterrado al Quersoneso Táurico donde falleció a causa de la tortura sufrida, por lo que es el último papa venerado como mártir. Por su parte, Máximo también fue condenado y exiliado tras cortarle la lengua y la mano derecha.

### Desarrollo posterior

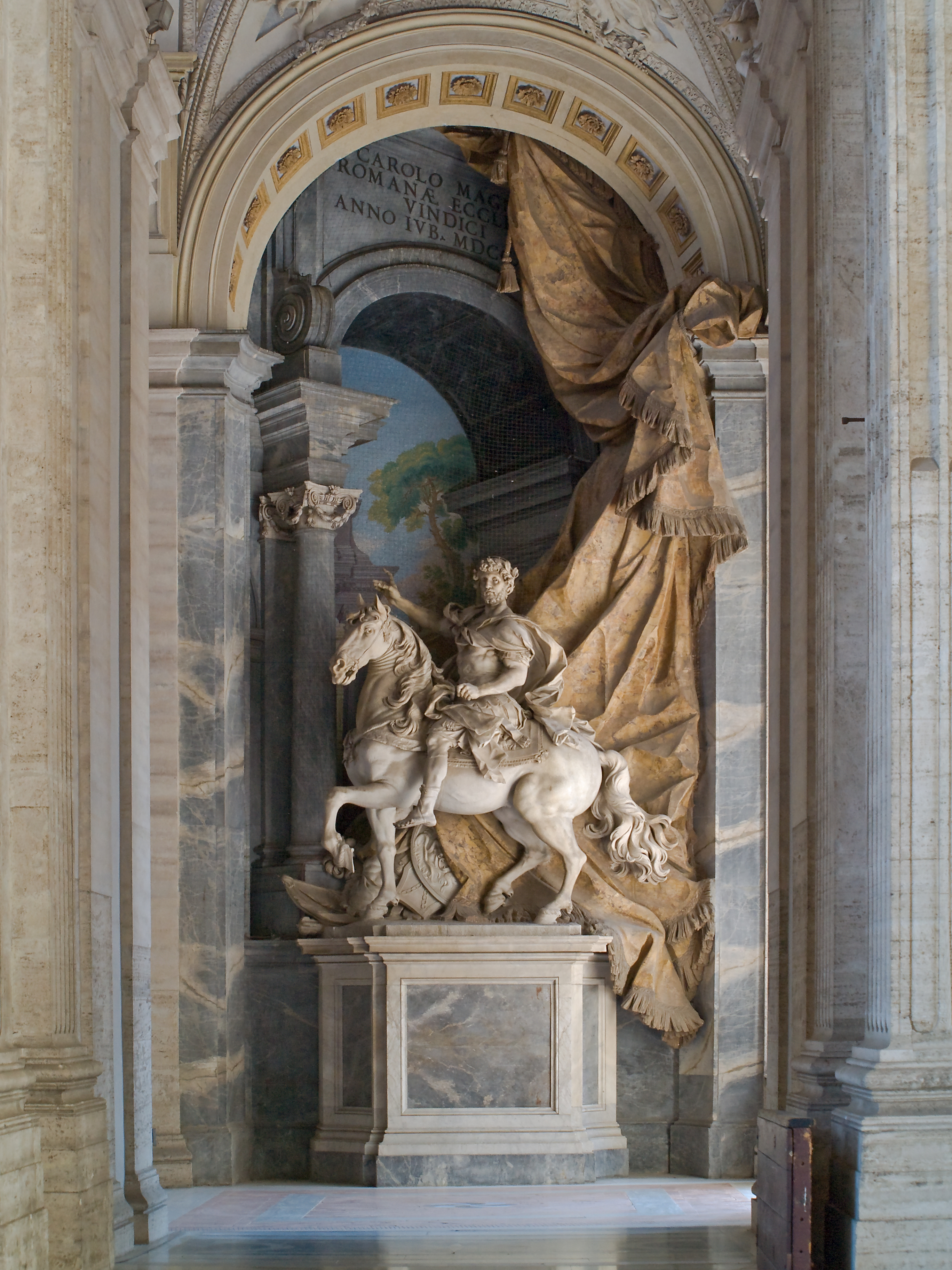
Carlomagno, Agostino Cornacchini (1725).

En occidente se generalizó el uso de la cláusula Filioque, lo que fue cuestionado por los enviados del emperador bizantino Constantino V al Concilio de Gentilly del año 767. Debido a las protestas de los enviados existen dudas de la inclusión de la misma en las conclusiones del concilio. El uso de la cláusula fue defendido por el patriarca Paulino de Aquilea durante el concilio de Friuli de 796 o 797.
Durante el siglo VIII se extendió por todo occidente la práctica de cantar el Credo latino durante la misa, por lo que la cláusula Filioque se convirtió en parte del rito romano. Inicialmente, esta práctica fue adoptada en la corte del emperador Carlomagno desde 798.
Los esfuerzos occidentales para lograr que el papa León III aprobara la incorporación de la cláusula Filioque al símbolo, se debían al deseo de Carlomagno de acusar a oriente de herejía. La negativa del papa a aprobar la interpolación impidió que estallara un conflicto con el imperio oriental. Posteriormente, Carlomagno acusó al patriarca Tarasio de Constantinopla de no ser fiel al símbolo de Nicea, ya que no profesaba la fe de la procedencia del Espíritu Santo del Padre «y del Hijo», sino solo «por el Hijo». Esta acusación fue rechazada ferozmente por Roma. Después de un intercambio de correspondencia, en torno a 790, el emperador encargó el texto Libri Carolini para refutar las posiciones tanto del concilio de Hieria de 754 como del Segundo concilio de Nicea de 787 sobre la iconodulia y la iconoclasia. Las conclusiones del segundo concilio de Nicea no fueron correctamente entendidas en occidente, puesto que la traducción fue de baja calidad. El texto enfatizaba de nuevo en el punto de vista de Carlomagno sobre la cláusula Filioque, reforzando la tesis occidental de que fue incluida en el símbolo niceno-constantinopolitano en el concilio de 381.
El papa León III declaró ortodoxo lo que la cláusula Filioque profesa, pero se opuso a agregarla al Credo, indicando que no es necesario exprimir todas las verdades en el Credo y sugiriendo seguir el ejemplo de Roma al no incluir el Credo en la celebración de la misa. También ordenó grabar en griego y en latín el Símbolo Niceno-Constantinopolitano, sin la cláusula, en dos discos de plata que expuso en la Basílica de San Pedro, añadiendo la inscripción «Haec Leo posui amore et cautela orthodoxae fidei (Yo, León, coloqué estos discos por amor y para proteger la fe ortodoxa)».
Paralelamente, en el año 808, la controversia resurgió en Jerusalén entre los monjes griegos de un monasterio y los monjes benedictinos francos de otro. Los griegos amonestaron a los benedictinos por cantar el credo con la cláusula Filioque, entre otras cosas. En el concilio de Aquisgrán de 809, convocado por el emperador, se ordenó la inclusión de la cláusula en la liturgia, fijando así la práctica y dando respuesta a los monjes griegos de Jerusalén. Desde entonces, se extendió por el Sacro Imperio Romano Germánico. A pesar de que también se utilizaba en algunas partes de Italia, la Santa Sede no la aceptó hasta 1014.

### Controversia de Focio

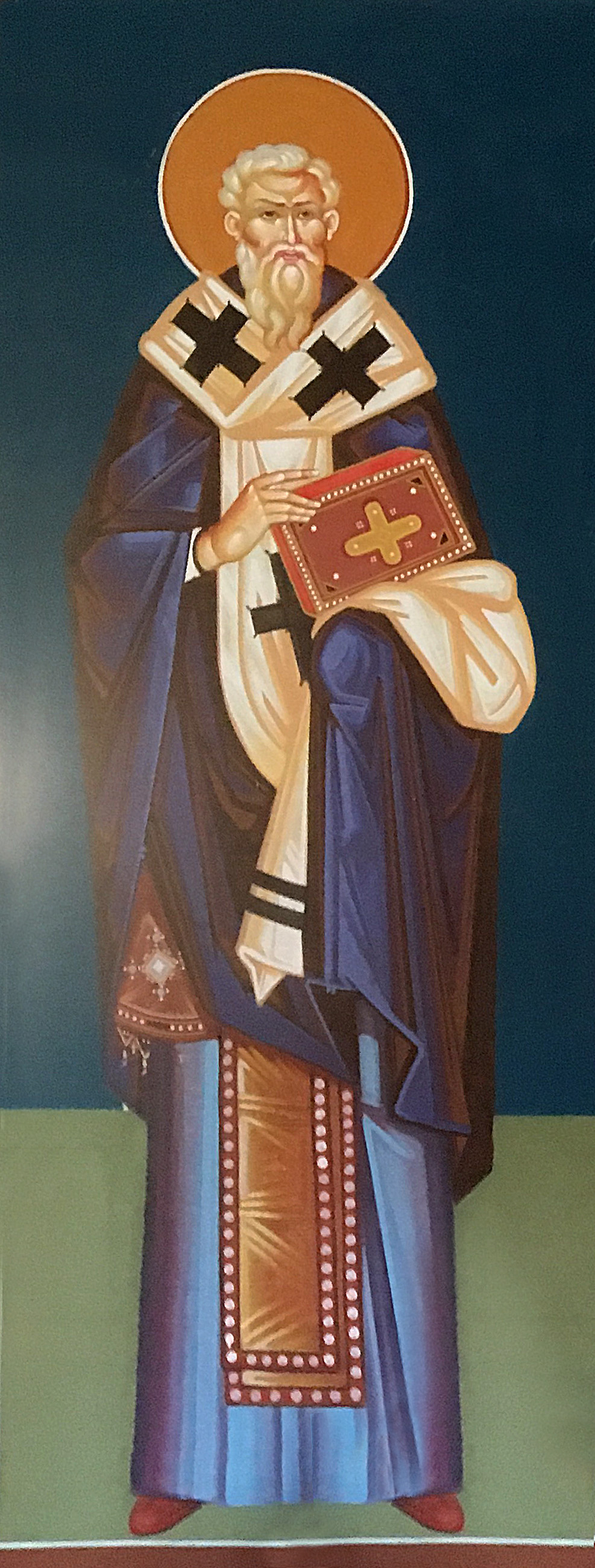
Icono de Ignacio de Constantinopla.

Con anterioridad a Focio, en torno al año 750, Juan Damasceno trató la relación del Espíritu Santo con el Padre y el Hijo. La posición de Juan es que el origen del Espíritu es solo el Padre, con el Hijo como mediador. Por lo que difiere de Focio, mientras que no respalda la cláusula Filioque.

Con respecto al Espíritu Santo, ambos decimos que Él vino del Padre y lo llamamos el Espíritu del Padre. Al mismo tiempo, tontamente, decimos que vino del Hijo y lo llamamos solo el Espíritu del Hijo.
Juan Damasceno.

En torno al año 860, la controversia sobre la cláusula Filioque llegó a su punto más álgido durante las disputas entre los patriarcas de Constantinopla, Focio e Ignacio. En 867 Focio, como patriarca, emitió una Encíclica al resto de Patriarcas Orientales y los convocaba a un concilio en Constantinopla. En este concilio, Focio acusó a la Iglesia Occidental de herejía y cisma, debido a las diferencias en diversas prácticas, en particular, en relación con el uso de la cláusula Filioque y a la autoridad papal. Estas acusaciones llevaron a un cambio en el enfoque del concilio, trasladando las cuestiones de jurisdicción y costumbre a otra sobre dogma. Este concilio declaró un anatema contra el papa Nicolás I, llevando a excomulgarlo y deponerlo.
Focio excluyó «y al Hijo» y también «a través del Hijo» con respecto al origen eterno del Espíritu Santo. Para él, «a través del Hijo» se aplicaba solo a la misión temporal del Espíritu Santo (enviándolo al tiempo). Sostuvo que el origen eterno del Espíritu Santo es «solo del Padre». Esta frase fue, verbalmente, una novedad. Sin embargo, los teólogos ortodoxos orientales generalmente sostienen que, en esencia, la frase es solo una reafirmación de la enseñanza tradicional. Focio argumenta en Mistagogia del Espíritu Santo que cualquier adición al símbolo de Nicea complicaría y confundiría una definición ya muy clara y simple de la ontología del Espíritu Santo que el consejo ecuménico ya nos había dado. Esta doctrina de Focio es «una novedad para la iglesia oriental».
El punto de vista de Focio ha sido visto como una reafirmación de la doctrina de la monarquía del Padre. Su posición de que el Espíritu Santo vendría solo del Padre también se ha descrito como una reafirmación de los pensamientos de la Escuela de Antioquía de los Padres Capadocios, (en contraste con la Escuela neoplatónica de Alejandría) sobre la «monarquía del Padre». «Los Capadocios expresaron una sola idea: la monarquía del Padre y, en consecuencia, la procesión del Espíritu Santo precisamente del Padre. Sin embargo, nunca transmitieron en esta idea, la exclusividad que adquirió en la época de las disputas de Filioque después de Focio, en el sentido de ek monou tou Patros (solo del Padre)». En este contexto, el término «monarquía» se refiere al Padre no en el sentido de que Él es único gobernante sino el único origen, el único principio (ἀρχή, arche) de todo. En este sentido, la Iglesia occidental también mantiene la monarquía del Padre, así el Pontificio Consejo para la Promoción de la Unidad de los Cristianos indica que «La doctrina del Filioque debe ser entendida y presentada por la Iglesia católica, de tal manera que parezca que no puede contradecir a la Monarquía del Padre, ni el hecho de que Él es la única fuente (ἀρχή, αἰτία) de la ἐκπόρευσις del Espíritu». Igualmente, el Catecismo de la Iglesia Católica recoge que «el orden eterno de las personas divinas en su comunión consubstancial implica que el Padre sea el origen primero del Espíritu en tanto que "principio sin principio"».
El Concilio de Constantinopla de 867 fue convocado por Focio. A continuación, la Santa Sede convocó el Concilio de Constantinopla de 869-870, cuarto para la Iglesia católica, que anulaba el anterior. Por su parte, Focio convocó el Concilio de Constantinopla de 879-880, cuarto para la Iglesia ortodoxa oriental. En ellos se trató la decisión del emperador bizantino Miguel III de cesar a Focio y nombrar patriarca a Ignacio I, se abordó la cuestión de la primacía papal sobre todas las iglesias y sus patriarcas, además del uso de la cláusula Filioque. Al último concilio asistieron como legados apostólicos el cardenal Pietro de San Crisogono, Paulus obispo de Ancona y Eugenio obispo de Ostia, quienes aprobaron los cánones del concilio aunque no está claro si llegaron a ser promulgados por la Santa Sede.

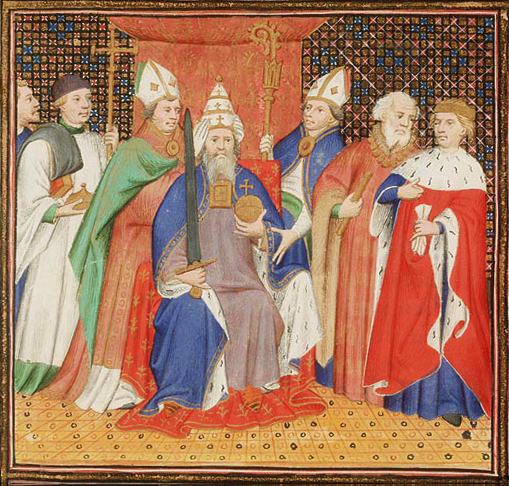
Coronación de Enrique II como emperador.

### Adopción en el ritual romano
En 1014, Enrique II fue coronado emperador del Sacro Imperio Romano Germánico en Roma por el papa Benedicto VIII. La coronación tuvo lugar en Roma por la ayuda prestada por Enrique II a la restauración en el trono papal de Benedicto VIII, tras el golpe del antipapa Gregorio VI. El emperador pidió al papa recitar el símbolo con la cláusula Filioque, siendo así la primera vez que se utilizó en Roma. Desde entonces quedó incorporado en el rito romano, no siendo así en las Iglesias católicas orientales.

### Después del Gran Cisma
La oposición oriental a la cláusula Filioque quedó reforzada el Gran Cisma de 1054. Por su parte, la posición occidental fue reforzada en los concilios de Letrán.

El Padre no se origina de nadie; el Hijo se origina solo del Padre; y el Espíritu Santo se origina tanto del Padre como del Hijo por igual.
IV Concilio de Letrán.

Mientras tanto, se produjo un cambio de paradigma histórico y teológico en el lenguaje intelectual de la Iglesia occidental entre la época del Gran Cisma (1054) y la época de Ferrara-Florencia (1439). Durante este tiempo, el lenguaje teológico utilizado por la Iglesia occidental cambió drásticamente, con la teología occidental (latina) pasando del lenguaje filosófico de Platón (que fue utilizado por todos los padres de la Iglesia, especialmente los griegos) al lenguaje filosófico de Aristóteles, que se convirtió en la base de la teología medieval occidental o escolástica. Y así, en el momento en que los griegos y los latinos se propusieron hacer Diálogo interreligioso, estaban literalmente hablando dos lenguajes filosóficos/teológicos diferentes, es decir, estaban llegando a la verdad apostólica usando dos sistemas de teología completamente diferentes (pero igualmente válidos). Fue por esto que los griegos y los latinos fueron incapaces de comunicarse adecuadamente entre sí y de confiar mutuamente de manera confiable. Entonces, debido a esta transición en la teología occidental, lo que significaba el término "causa" (en griego) para los antiguos padres de la Iglesia (y lo que todavía significa en la teología bizantina actual) no necesariamente significaba lo mismo en la teoría escolástica basada en Aristóteles, base de la teología de la iglesia latina medieval (impulsado por Tomás de Aquino). Para los ortodoxos, "causa" se refería sólo a una "aition" (origen), a la "Fuente última" o Principio (principium) del Espíritu Santo. En esto, tanto bizantinos como latinos concuerdan en que este "aition" es sólo del Padre. Sin embargo, en el lenguaje escolástico (aristotélico) de la teología latina medieval, el término "causa" también puede referirse a una dinámica más práctica, es decir, al Espíritu como el "resultado" eterno de la relación eterna entre el Padre y el Hijo. En la mente latina (y hablando objetivamente), ambas dimensiones son igualmente verdaderas. Simplemente se refieren a cosas diferentes, diferentes aspectos de la procesión eterna del Espíritu, y la teología latina (a diferencia de la teología griega) no se enfoca en una de estas verdades con exclusión de la otra. Sin embargo, el error de los teólogos latinos fue que subestimó la importancia de la preocupación griega, sin haber llegado a notar cuán incómoda sería percibida tal dimensión etimológica en la mente griega y en la cultura/teología bizantina. Porque, dada su firme preocupación (sobre a qué debería referirse el Credo) y la inflexibilidad general de su cultura imperial, los bizantinos simplemente no pudieron aceptar esto o acomodarlo a su contexto filosófico/teológico.
Para tratar de resolver las diferencias, se celebraron los concilios de Lyon y de Florencia.

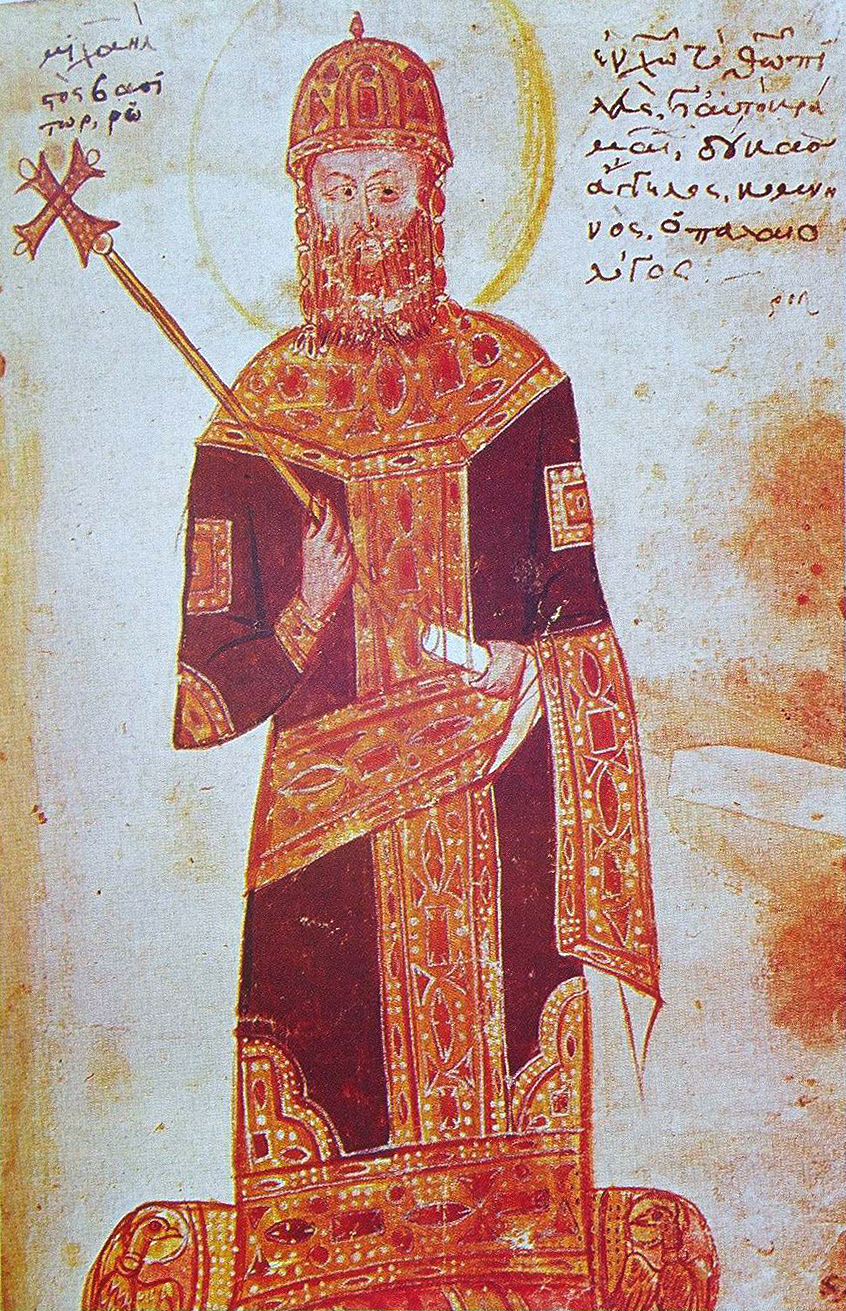
Emperador Miguel VIII.

El Segundo Concilio de Lyon de 1274 aceptó la profesión de fe del emperador bizantino Miguel VIII Paleólogo sobre el Espíritu Santo «procedente del Padre y del Hijo». Los participantes griegos, incluido el patriarca José I de Constantinopla, cantaron tres veces el símbolo con la cláusula Filioque incluida. La mayoría de los cristianos bizantinos se negaron a aceptar los acuerdos de Lyon, puesto que aún se encontraban disgustados y recuperándose de la conquista de Constantinopla por parte de los cruzados latinos en 1204. Por lo que el patriarca abdicó. El sucesor de José I fue Juan XI de Constantinopla, quien estaba convencido de que la enseñanza de los sacerdotes griegos era compatible con la de los latinos, se vio obligado a renunciar en 1282 con el fallecimiento del emperador Miguel VIII. Fue reemplazado por Gregorio II de Constantinopla, un firme opositor de la reunificación.
El concilio acordó que las iglesias orientales que deseaban reunirse con Roma aceptaran la cláusula Filioque como expresión legítima de la fe. Por el contrario no obligaba a acoger la costumbre litúrgica de recitar el credo durante la misa. El acuerdo también condenó a «todos aquellos que presumen negar que el Espíritu Santo procede eternamente del Padre y del Hijo, o que afirmen que el Espíritu procede del Padre y del Hijo como dos principios y no uno solo [doble procedencia]».
El obispo Gregorio Palamás trató el tema de la cláusula Filioque en 1351. Remarcó claramente las distinciones entre las opiniones de las iglesias occidentales y orientales sobre el origen del Espíritu Santo. Continuó la tradición oriental sobre lo que se había tratado en el símbolo de Nicea, aclarando también lo que algunas frases divergentes en las que los teólogos orientales parecían apoyar la cláusula Filioque, así como, cuál era la distinción que realmente hicieron los autores orientales que se oponían a la cláusula:

El gran Máximo, el sagrado Tarasio e incluso San Juan (Damasceno) reconocieron que el Espíritu Santo procede del Padre, de quien subsiste en términos de su hipóstasis y es la causa de su ser. Al mismo tiempo, reconocen que el Espíritu es dado, revelado y manifestado, viene y es conocido por el Hijo.
Gregorio Palamás.

En el siglo XV se realizó un nuevo intento de reunificación en el Concilio de Florencia. Al mismo, asistieron el emperador bizantino Juan VIII Paleólogo, el patriarca José II de Constantinopla y otros obispos orientales con la esperanza de obtener ayuda militar occidental contra el amenazante Imperio Otomano. Se celebraron trece sesiones públicas en Ferrara entre el 8 de octubre y el 13 de diciembre de 1438 y se discutió la cuestión de la cláusula Filioque sin llegar a un acuerdo. Los griegos argumentaron que cualquier adición al credo, incluso si era doctrinalmente correcta, estaba prohibida por el Primer Concilio de Éfeso de 431. Por su parte, los latinos afirmaban que esta prohibición hacia mención solamente al significado y no las palabras escogidas.

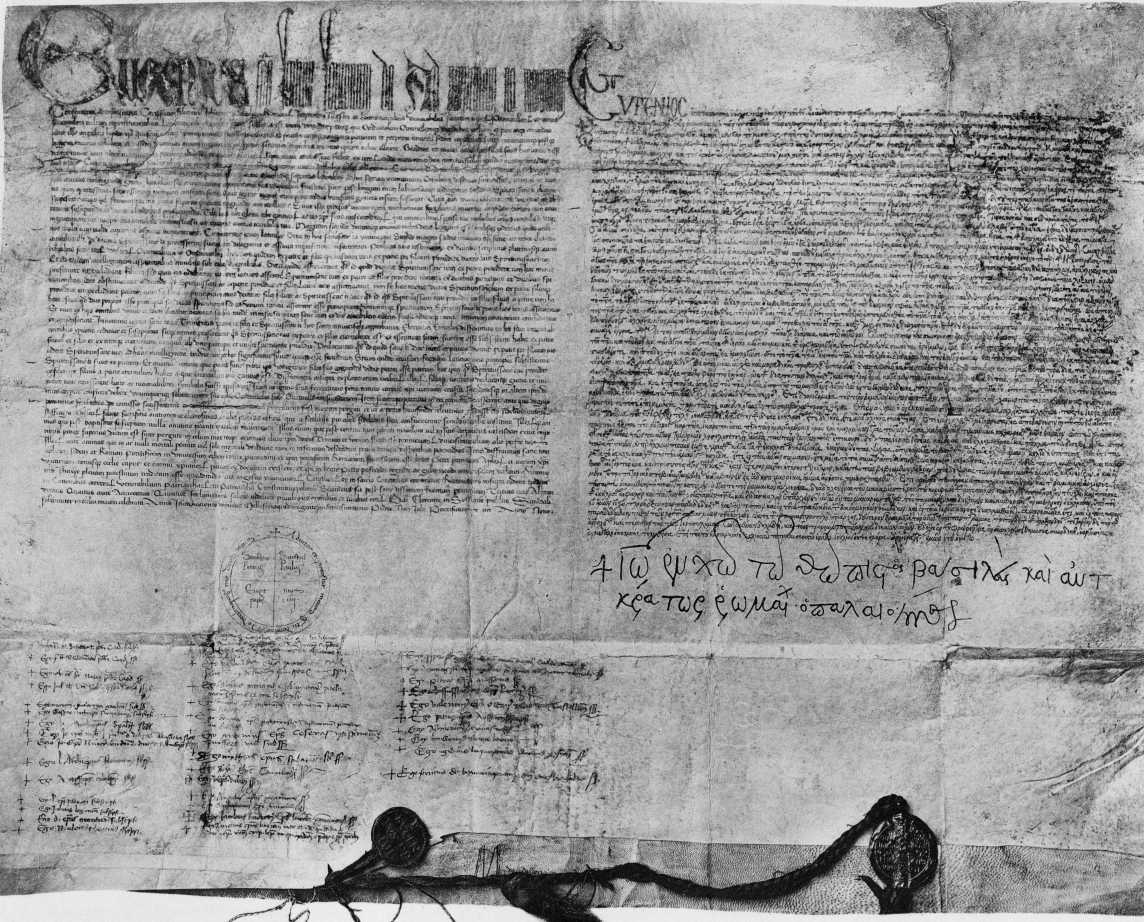
Laetentur Caeli: Bulla Unionis Graecorum.

Durante el concilio de 1439, el acuerdo continuó resultando imposible, hasta que, entre los propios griegos, prevaleció la idea de que, aunque los santos latinos y griegos profesaban su fe de manera diferente, coincidían en lo esencial, ya que los santos no podían equivocarse en la fe. Finalmente, el 8 de junio, los griegos aceptaron la doctrina latina. El 10 de junio falleció el patriarca José II. El decreto de la unión, Laetentur Caeli, incluyó una afirmación sobre la cláusula Filioque. Se firmó debidamente el 5 de julio de 1439 y se promulgó al día siguiente, con la única oposición de Marcos de Éfeso que se negó a firmar.

El Padre no fue engendrado; el Hijo fue engendrado por el Padre; el Espíritu Santo procede del Padre y del Hijo. [...] El Espíritu Santo es eternamente del Padre y del Hijo y tiene su naturaleza y subsistencia a la vez (en latín: simul, junto) del Padre y del Hijo. Procede eternamente de ambos como de un principio único y a través de una inspiración (...) Y, dado que el Padre dio a Su Hijo Unigénito, al generarlo, todo lo que Él tiene, excepto ser el Padre mismo, así el Hijo recibió del Padre, por quien fue engendrado eternamente, esto también, a saber, el hecho de que el Espíritu Santo procede del Hijo. [...] Declaramos que cuando los santos sacerdotes y doctores afirman que el Espíritu Santo procede del Padre a través del Hijo, esto implica que, por lo tanto, el Hijo también debe ser entendido, de acuerdo con los griegos como una causa, y con los latinos como un principio subsistencia del Espíritu Santo, al igual que el Padre.

Por su parte, la Iglesia del Este se negó a considerar el acuerdo alcanzado en Florencia como obligatorio, debido a que el fallecimiento de José II los había dejado sin la representación del patriarca de Constantinopla. En oriente hubo una fuerte oposición a la declaración y acrecentada cuando en 1453, catorce años después del acuerdo, la ayuda militar prometida por occidente no había llegado y Constantinopla cayó frente a los turcos. De este modo, ni los cristianos orientales ni sus nuevos gobernantes deseaban más la unión con occidente.

### Concilios ortodoxos de Jerusalén
El Concilio de Jerusalén de 1583 condenó a aquellos que no creían que el Espíritu Santo procede del Padre en esencia, y del Padre y del Hijo en el tiempo. Además, este sínodo se reafirmó en las decisiones del primer Concilio de Nicea. Más tarde, el Concilio de Jerusalén de 1672 reafirmó de manera similar la procedencia del Espíritu Santo únicamente del Padre.

### Reforma protestante
A pesar de que la Reforma protestante desafió una serie de doctrinas de la iglesia, aceptaron la cláusula Filioque sin reservas. Sin embargo, no tenían una insistencia polémica en la visión occidental de la Trinidad. 
En la segunda mitad del siglo XVI, los teólogos luteranos de la Universidad de Tübingen iniciaron conversaciones con el patriarca ortodoxo de Constantinopla Jeremías II Tranos, en ellas, los luteranos defendieron la cláusula Filioque argumentando que, sin ella, «la doctrina de la Trinidad perdería su justificación epistemológica en la historia de la Revelación». En los siglos siguientes, los teólogos protestantes, consideraron la cláusula Filioque un componente clave de la doctrina de la Trinidad, sin ser un pilar de la teología protestante. Así, algunos autores indican que los protestantes se encuentran «en la misma confusión que los teólogos del siglo IV que no pudieron distinguir entre los dos tipos de procesión, "procediendo de" y "enviado por"».

## Posición de las diferentes denominaciones cristianas

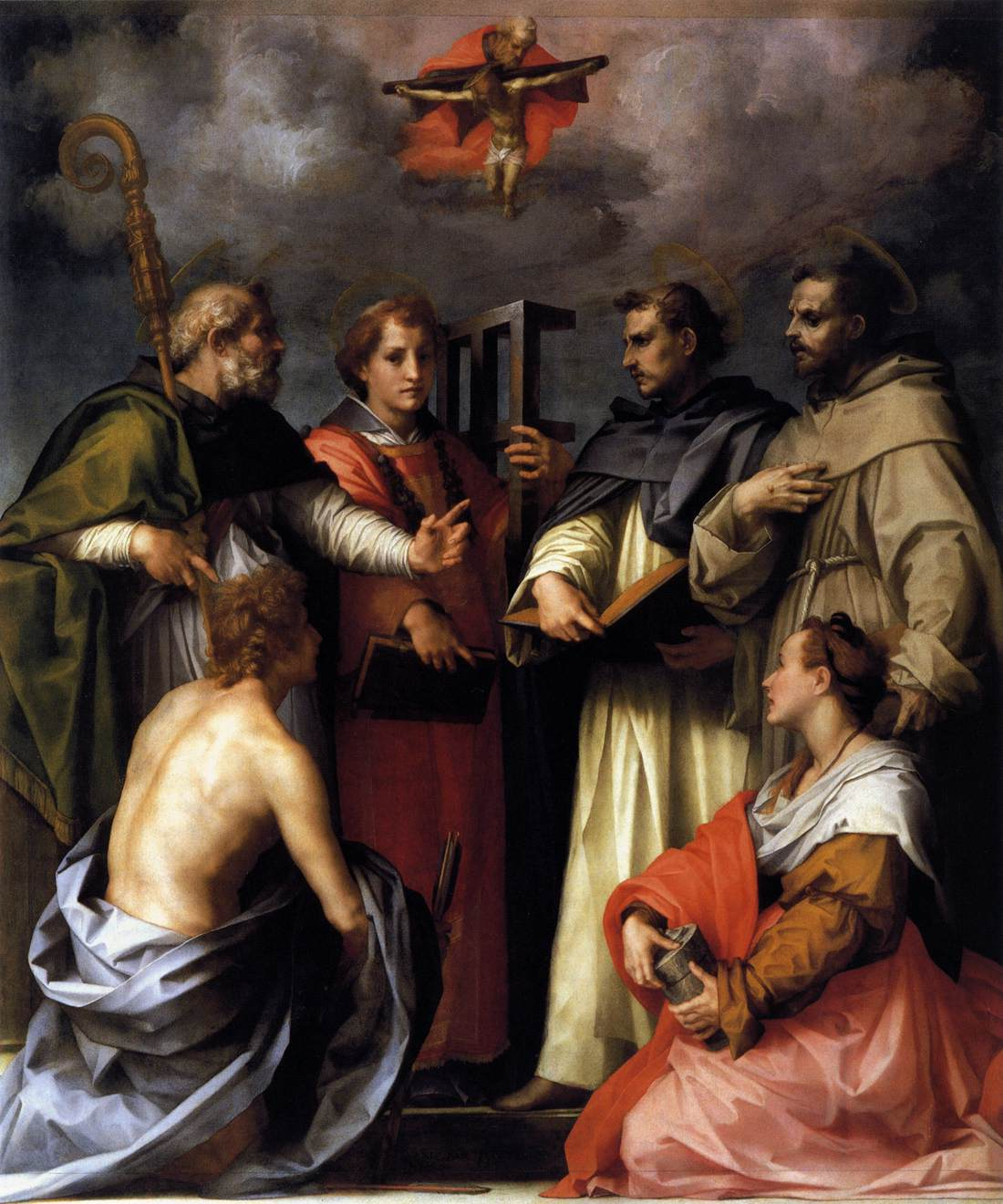
Disputa sobre la Santísima Trinidad, Andrea del Sarto.

### Iglesia católica
La doctrina de la Iglesia católica indica «que el Espíritu procede del Padre y del Hijo». Esto fue afirmado dogmáticamente ya en el año 447 por el papa León I el Magno, se basa en el testimonio de los Padres de la Iglesia tanto latinos como alejandrinos y significa que el Espíritu Santo procede del Padre en cuanto Padre del Hijo. Las Iglesias católicas orientales por su parte, aunque no usan la cláusula Filioque en el Credo, están en plena comunión con la Santa Sede.
La Iglesia católica reconoce como justas tres maneras de hablar del origen del Espíritu Santo:
- El Espíritu Santo procede del Padre (la fórmula en el texto original del Símbolo niceno-constantinopolitano),[73]
- El Espíritu Santo procede del Padre y del Hijo (definición de, por ejemplo, el Concilio de Lyon II)[150] y
- El Espíritu Santo procede del Padre por medio del Hijo (definición de, por ejemplo, el Concilio de Florencia).[154]

La Iglesia católica enseña que las expresiones de fe griegas y latinas sobre este tema no son contradictorias, sino complementarias:

La tradición oriental expresa en primer lugar el carácter de origen primero del Padre por relación al Espíritu Santo. Al confesar al Espíritu como "salido del Padre" (Jn 15,26), esa tradición afirma que éste procede del Padre por el Hijo (cf. AG 2). La tradición occidental expresa en primer lugar la comunión consubstancial entre el Padre y el Hijo diciendo que el Espíritu procede del Padre y del Hijo (Filioque). Lo dice "de manera legítima y razonable" (Concilio de Florencia, 1439: DS 1302), porque el orden eterno de las personas divinas en su comunión consubstancial implica que el Padre sea el origen primero del Espíritu en tanto que "principio sin principio" (Concilio de Florencia 1442: DS 1331), pero también que, en cuanto Padre del Hijo Único, sea con él "el único principio de que procede el Espíritu Santo" (Concilio de Lyon II, año 1274: DS 850). Esta legítima complementariedad, si no se desorbita, no afecta a la identidad de la fe en la realidad del mismo misterio confesado.
Canon 248 del Catecismo de la Iglesia Católica.

La Iglesia católica no pretende que la expresión Filioque sea parte del texto original del Símbolo Niceno-Constantinopolitano: no lo incluye cuando cita el Símbolo, como por ejemplo en el documento Dominus Iesus, publicado el 6 de agosto de 2000. En la liturgia, la Iglesia católica no incluye la frase correspondiente a Filioque (καὶ τοῦ Υἱοῦ) en el texto en idioma griego del símbolo, incluso para los católicos de rito latino. Lo papas Juan Pablo II y Benedicto XVI recitaron el Símbolo Niceno-Constantinopolitano, junto con los patriarcas de Constantinopla Demetrio I y Bartolomé I respectivamente, en griego y sin la cláusula Filioque. Además, las Iglesias católicas orientales no necesariamente incluyen a Filioque en sus versiones del Símbolo Niceno-Constantinopolitano. Incluso aquellas Iglesias católicas que no son de tradición griega y que incorporaron a Filioque en su recitación del credo están oficialmente animadas a omitirlo. Entre ellas, la Iglesia católica caldea, derivada del cisma de la Iglesia del Oriente en 1552 y una de las 24 Iglesias sui iuris integrantes de la Iglesia católica, ha solicitado recientemente a la Santa Sede eliminar la cláusula Filioque de su versión del credo.
El acuerdo alcanzado en la Unión de Brest de 1595, recogió expresamente que todos los que entraron en plena comunión con Roma «deberían quedarse con todo lo que les fuera legado en la Biblia, en el Evangelio y en las obras de los santos doctores griegos, es decir, que el Espíritu Santo procede, no de dos fuentes y no por doble origen, sino de un origen, del Padre a través del Hijo».
La creencia de que el Espíritu Santo procede, en este sentido, «del Padre y el Hijo» se mantuvo en occidente en las primeras etapas del conflicto. Hilario de Poitiers, que era conocido como el «Atanasio de Occidente», y  Agustín de Hipona son «las principales fuentes patrísticas de la doctrina latina de Filioque». Incluso antes de que Roma y el Concilio de Calcedonia de 451 recibieran y reconocieran el Símbolo Niceno-Constantinopolitano con su expresión «del Padre», el papa León I declaró en 446, que el Espíritu Santo procede tanto del Padre como del Hijo. Así, la doctrina de la procedencia del Espíritu Santo del Padre y del Hijo ya se profesaba por unanimidad en occidente. La Iglesia católica reconoce que, en idioma griego, la palabra usada en el Credo Niceno-Constantinopolitano para definir la procedencia del Espíritu Santo no se puede usar correctamente con respecto al Hijo, sino solo con respecto al Padre, una dificultad que no aparece en otros idiomas.
El papa León III estaba repitiendo así, las enseñanzas de León I. El Concilio de Calcedonia adoptó como decisiva la forma del Tomus Leonis escrito por el papa León I en 447, de modo que, la doctrina de la cláusula Filioque se había confesado como dogma, con anterioridad a que lo establecieran los merovingios.
La Iglesia católica defiende, del mismo modo, la doctrina de la monarquía del Padre. Esta doctrina es defendida tanto por lo que teólogos que definen que el Espíritu Santo proviene del Padre, como los que definen que provienen del Padre y del Hijo y los que definen que proviene del Padre a través del Hijo. Así, lo defendieron también Máximo el Confesor, el Concilio de Worms, Buenaventura de Fidanza o Basilio Besarión. Por ello, la Iglesia católica, rechaza la noción de que el Espíritu Santo procede juntos e igualmente de dos principios (Padre e Hijo), en cambio, enseña dogmáticamente que «el Espíritu Santo procede eternamente del Padre y del Hijo, no como dos principios, sino como uno solo». Así esta recogido en el Catecismo de la Iglesia Católica, el Padre es el primer origen del Espíritu, como un «principio sin principio», pero también, como Padre del Hijo Único, es con él «el único principio del que procede el Espíritu Santo».

### Iglesias de los dos concilios
Dos de las iglesias actuales derivadas del cisma de la Iglesia del Oriente en 1552, la Iglesia asiria del Oriente y la Antigua Iglesia del Oriente, no utilizan la cláusula Filioque cuando recitan el símbolo de Nicea.

### Iglesia ortodoxa

El Espíritu Santo enviado en Pentecostés. Pentecostés, El Greco.

En el cristianismo ortodoxo, la teología comienza con la persona o hipóstasis del Padre y no con la esencia de Dios, ya que en la Biblia el término «Dios» casi siempre se usa como un nombre para el Padre, Hijo como «Hijo de Dios», y el Espíritu Santo como «Espíritu de Dios». El Hijo nace del Padre y el Espíritu procede del Padre, cada uno en la misma acción atemporal y eterna en el ser del Padre. El ser o esencia de Dios, no creado, se define en griego como ousia. El Hijo y el Espíritu Santo comparten la misma naturaleza que el Padre, son «consustanciales» al Padre. Todos los atributos de la divinidad que pertenecen al Padre también pertenecen absoluta e idénticamente al Hijo y al Espíritu: vida, amor, sabiduría, verdad, etc.
En terminología ortodoxa, el Padre, el Hijo y el Espíritu Santo son las tres personas divinas. En este contexto, la palabra «persona o «hipóstasis» significa «sujeto de existencia». Cada persona o hipóstasis es divina con la misma divinidad, pero cada una es divina a su manera. Como la divinidad no creada tiene tres sujetos divinos, también cada acción divina tiene tres actores divinos. Hay tres sujetos divinos para cada acción de Dios, pero la acción sigue siendo la misma. Los tres viven y actúan por la misma perfección divina, pero cada uno de acuerdo con su propia distinción personal y singularidad.
Es esta inmanencia de la Trinidad la que se definió en el Símbolo Niceno-Constantinopolitano del año 381. La actividad y la realidad de la Trinidad en la creación son nombradas como las energías de Dios, porque Dios, como creador, es la luz y esta luz no creada (energía) es la fuente de la cual todas las otras cosas derivan su existencia. La «economía de Dios», la forma en que se expresa en la realidad (sus energías), no fue el tema directo del credo, así como no lo fueron los detalles de las interrelaciones entre los sujetos de la existencia de Dios, las personas divinas. El intento de usar el Símbolo de Nicea para explicar las energías de Dios reduciendo las hipóstasis a meras energías (realidades, actividades, potencialidades) puede percibirse como una forma de herejía semimodalista. Algunos teólogos ortodoxos afirman que aquí radica el problema en la enseñanza de los teólogos católicos sobre el llamado actus purus.
La interpretación de la Iglesia ortodoxa es que el Espíritu Santo procede solo del Padre. Focio afirmó que Filioque confunde la teología como se define en el primer concilio de Constantinopla. La idea de que la frase «el Espíritu procede del Padre y del Hijo», significa que el Espíritu Santo tiene dos orígenes, y fue rechazada por los occidentales en el Concilio de Florencia. En ese momento, la Iglesia católica declaró que la expresión «por el Hijo» debe entenderse en el sentido de que el Espíritu Santo tiene la causa de su subsistencia en el Padre y también en el Hijo.
Nunca ha habido una declaración conciliar específica en la Iglesia Ortodoxa que defina el filioque como herejía.
Los ortodoxos que se oponen a la doctrina del Filioque (posición "rigorista"), es decir, a la doctrina que sostiene que el Espíritu Santo procede no sólo del Padre, sino también del Hijo. Lo hacen argumentando que el Padre es la fuente y el origen de toda la divinidad (lo cual es cierto para los católicos), de quien las demás divinas personas reciben su subsistencia y la sustancia. Por tanto, como las personas divinas se distinguen entre ellas por sus propiedades, es decir, por las peculiaridades personales que son propias de cada una de ellas y no de las otras, dicen con firmeza que es propiedad del Padre el ser el principio y el origen del Espíritu Santo, que el Espíritu solamente puede proceder de Él porque eso mantiene salva la propiedad del Padre de ser fuente y origen de las otras personas divinas. Entonces asumen que la Economía Trinitaria en la tradición occidental se vería perjudicada si se enseña que el Espíritu Santo también procede del Hijo, lo que (entendiendo el significado de "proceder" como "causa" u "origen") aquello significaría que el Hijo es igual de causal que el Padre (lo que podría generar un potencial politeísmo al haber 2 principios causales de Hipóstasis), en tanto el foco de atención se debe presentar siempre en la monarquía del Padre, quien, como única fuente de divinidad, causa la hipóstasis del Hijo por generación, y la hipóstasis del Espíritu Santo por procesión (ἐκπόρευσις). De esta forma, creen que se salvaguarda el dogma de la Unidad en la Trinidad, porque radica en que hay una sola fuente de la Divinidad: el Padre que es el principio de las dos hipóstasis que son inseparables de Él: el Hijo y el Espíritu Santo. Por eso estos ortodoxos creen que no se puede decir que el Espíritu Santo proceda del Hijo, porque se asume que afirmar eso confundiría las propiedades del Padre y las del Hijo, atribuyéndole al Hijo aquello que es propio y personalmente del Padre (el ser fuente y origen de una persona divina), y al hacer aquella atribución, los occidentales caerían en dos errores: o confundirían a las personas del Padre y del Hijo en una sola por reconocerles la misma propiedad personal, o bien, si los distinguieran personalmente a ambos, pero les atribuyen la misma propiedad, estarían reconociendo dos Padres, dos fuentes, dos principios y dos orígenes en la divinidad, en otras palabras, dos dioses.
La cláusula Filioque fue calificada como herejía por algunos santos de la Iglesia ortodoxa, como Focio, Gregorio Palamás o Marcos de Éfeso, los considerados «tres pilares de la ortodoxia». Actualmente, el metropolitano Hierotheos (Vlachos) de Nafpaktos, teólogo ortodoxo, afirma que la elección de las palabras del símbolo sobre el Espíritu Santo son parte de la tradición ortodoxa. Estas palabras, tal y como se utilizan en oriente, son las redactadas y presentadas por Gregorio de Nisa durante el Concilio de Constantinopla de 381. Fueron aceptadas por el concilio, sin embargo, Gregorio de Nisa no realiza ninguna indicación explícita en el símbolo que indique que respaldara la cláusula Filioque tal y como se entendió posteriormente en occidente.
Otros santos orientales de la Iglesia ortodoxa, como Epifanio de Salamina o Cirilo de Alejandría indicaban que el Espíritu Santo procedía del Padre y del Hijo. Además, la Iglesia ortodoxa reconoce como santos a Padres de la Iglesia Occidental como Hilario de Poitiers, Ambrosio de Milán, Agustín de Hipona o el papa León I, el último de los cuales admitió la doctrina Filioque como dogmática en 447. Posteriormente, antes de la inserción de la cláusula en el símbolo, otro santo oriental, Máximo el Confesor defendió la doctrina occidental.
Michael Pomazansky argumenta que el Símbolo de Nicea, como símbolo de fe y dogma, debe abordar y definir la teología de la iglesia, específicamente la comprensión ortodoxa de la trinidad de Dios. La hipóstasis del Padre en el Símbolo de Nicea es el origen de todo. De hecho, durante el período bizantino, los ortodoxos acusaron a los latinos que apoyaron la cláusula Filioque, de introducir «dos dioses», precisamente porque creían que la cláusula implicaba dos causas, no solo dos fuentes o principios, en la Santísima Trinidad. Tradición patrística griega desde los padres capadocios, identifica a Dios con la persona del Padre, mientras que Agustín de Hipona parece identificarlo con la «substancia divina» (deitas o divinitas). Los teólogos ortodoxos también afirman que los pasajes del Nuevo Testamento, citados generalmente por los latinos, tratan sobre la economía en lugar de la ontología del Espíritu Santo y que, para resolver este conflicto, los teólogos occidentales han realizado otros cambios en la doctrina, incluida la declaración de que todas las personas en la Trinidad tiene su origen en la esencia de Dios (lo que sería la herejía del sabelianismo).
El Padre es la realidad eterna, infinita e increada. Tanto Cristo como el Espíritu Santo también serían eternos, infinitos y no creados, en el sentido de que su origen no está en la «sustancia» (ousia) de Dios, sino en la hipóstasis de Dios Padre. El doble origen del Espíritu es similar a las enseñanzas de Macedonio I de Constantinopla y su secta de los pneumatómacos, en el sentido de que el Espíritu Santo sería creado por el Hijo, siendo así, inferior al Padre y al Hijo. Esta posición de Macedonio fue lo que provocó que Gregorio de Nisa eligiera específicamente las palabras en la sección sobre el Espíritu Santo que se recogen en la versión final del Símbolo de Nicea.
A juicio de estos ortodoxos, la Iglesia católica, enseña como dogma que el Espíritu Santo deriva su origen y su ser igualmente del Padre y del Hijo, haciendo de Filioque la expresión del doble origen. Esto es exactamente lo que Máximo el Confesor defendió como un error, ya que es algo que occidente no estaría haciendo.
La posición católica, en respuesta a este malentendido, declara que, el credo al decir que "el Espíritu Santo que procede del Padre y del Hijo", no implica que proceda de ambos de la misma manera o según la misma propiedad, por ende, no significa que, en la tradición occidental, el Espíritu Santo tenga dos orígenes o causas (El Padre y el Hijo), posición ratificada en el Concilio de Florencia, ya que el Concilio declaró que el Espíritu Santo "tiene su esencia y su ser subsistente del Padre junto con el Hijo, y procede de ambos eternamente como de un solo principio y una sola espiración. Declaramos que lo que los santos doctores y padres dicen que el Espíritu Santo procede del Padre por el Hijo, tiende a esta inteligencia, para significar por ello que también el Hijo es, según los griegos, causa y, según los latinos, principio de la subsistencia del Espíritu Santo, como también el Padre. Y puesto que todo lo que es del Padre, el Padre mismo se lo dio a su Hijo unigénito al engendrarle, el mismo proceder, el Hijo al Espíritu Santo, lo tiene el mismo Hijo eternamente también del mismo Padre, de quien es también eternamente engendrado" Por ende, no es propiedad del Hijo el ser fuente y origen de la divinidad, así como no es propiedad del Padre el ser engendrado, ni es propiedad del Espíritu Santo el ser ingénito y subsistente por sí mismo; es por eso que para salvaguardar las propiedades de las personas divinas, no se enseña que el Padre y el Espíritu Santo engendran al Hijo, sino sólo el Padre, cuya propiedad, al ser fuente y origen de la divinidad, es la de engendrar; y del mismo modo no enseña que el Padre y el Espíritu Santo sean engendrados, cuya propiedad pertenece al Hijo, el único engendrado (Unigénito). El Concilio enseñó que así como el Padre y el Hijo son un solo principio del Espíritu Santo en virtud de la unidad de naturaleza, también ambos mantienen salvas sus propiedades personales en medio de esa procesión. En efecto, declara que el Espíritu Santo procede del Padre y del Hijo siendo ambos un solo principio, pero reconoció al Padre como la fuente y el origen de esa procesión y al Hijo como el medio de la misma. De ese modo la Iglesia Católica no está reconociendo que el Hijo sea la fuente y el origen de la procesión (propiedad del Padre) ni que el Padre sea el medio de ella (propiedad del Hijo), sino que el Padre es la fuente y el Hijo es el medio. Por eso la tradición oriental prefieren decir que el Espíritu procede del Padre por el Hijo, aludiendo a las propiedades del Padre como fuente y del Hijo como causa (medio), mientras que los latinos dicen sin explicitación que procede de ambos porque, proceda de uno siendo fuente y del otro siendo medio, sin embargo igual su procedencia y subsistencia viene simultáneamente de ambos en virtud de la unidad de la divinidad. Con eso queda salva la unidad de la naturaleza entre el Padre y el Hijo al ser ambos un solo principio de la procedencia y no dos, y queda salva la propiedad de ambos al reconocer al Padre como la fuente y el origen de la procedencia del Espíritu Santo y al Hijo como el medio de la misma.
No todos los teólogos ortodoxos comparten la opinión de Vladimir Lossky, Dumitru Stăniloae, John Romanides y Michael Pomazansky, quienes condenan el uso de la cláusula Filioque. Hay una visión liberal en la tradición ortodoxa que es más receptiva a Filioque. La Enciclopedia de la Teología Cristiana, obra de Vasily Bolotov, Paul Evdokimov, I. Voronov y Sergei Bulgakov, define Filioque como una opinión teológica permisible, o theologoumenon. Como un theologoumenon es una opinión sobre lo que se define fuera del dogma, en el caso de los teólogos ortodoxos receptivos a Filioque, no está claro si alguna vez aceptarán que se agregue al Símbolo para toda la Iglesia o si lo entienden solo como algo exclusivo de la Iglesia católica. Para Vasily Bolotov, esta opinión es confirmada por otras fuentes, al igual que las que no defienden explícitamente esta posición. Sin embargo, Bolotov rechaza firmemente Filioque, puesto que, defiende que el Espíritu procede del Padre.

«a través del Hijo» y «por el Hijo» son opiniones teológicas que se dogmatizaron prematura y erróneamente. No existe un dogma sobre la relación del Espíritu con el Padre y, por lo tanto, las opiniones particulares sobre este tema no son herejías, sino solo hipótesis dogmáticas que fueron transformadas en herejías por el espíritu cismático establecido en la Iglesia y que explora todas las formas de diferencias litúrgicas e incluso culturales.
The Conforter, Sergei Bulgakov.

Boris Bobrinskoy observa que Filioque tiene un contenido teológico positivo. El obispo Kallistos Ware sugiere que el problema radica en la semántica más que una diferencia teológica básica.
Ante ello, hay ortodoxos, de corte ecumenista, que afirman que las doctrinas griega y latina sobre la procesión del Espíritu Santo pueden considerarse ambas teológicamente defendibles y que sostener la filioque es un caso de Theologoumenon (una opinión teológica permisible). Los orientales, de tradición griega, afirman que "el Espíritu procede del Padre a través del Hijo", los occidentales, de tradición latina, "que procede del Padre y del Hijo"; pero cuando se aplican a la relación entre el Hijo y el Espíritu, estas dos preposiciones 'a través' y 'de' equivalen a lo mismo. San Teofilacto de Ohrid sostuvo igualmente que la diferencia era de naturaleza lingüística y no realmente teológica, instando a ambos lados a un espíritu de conciliación ante un asunto referente a costumbres.
Varios teólogos ortodoxos estudiaron la cláusula Filioque nuevamente, con el objetivo de posibilitar la reconciliación entre Oriente y Occidente. Theodore Stylianopoulos propuso en 1986, una visión general, extensa y académica de esta discusión contemporánea. El metropolitano Kallistos Ware cambió de opinión, veinte años después de escribir la primera edición de su libro La Iglesia ortodoxa (en 1975), afirmando que «El problema está más en el área de la semántica y en el énfasis diferente que en las diferencias doctrinales básicas: 'el Espíritu Santo procede solo del Padre' y 'el Espíritu Santo procede del Padre y del Hijo' pueden 'ambos' tener significados ortodoxos si la palabra 'proceder' tiene diferentes significados». Por lo tanto, para algunos ortodoxos, Filioque, aunque todavía es un tema de disputa, no sería un obstáculo para la comunión completa de las iglesias católica y ortodoxa si se resuelven los elementos restantes de la contienda. Pero muchos otros creen que Filioque está en contradicción flagrante con las palabras de Cristo en el Evangelio, fue específicamente condenado por la Iglesia ortodoxa y sigue siendo una enseñanza herética que divide a Occidente y Oriente.
Los cristianos ortodoxos también argumentan que, incluso si se puede defender la doctrina Filioque, su interpolación en el Símbolo es anti-canónica. La Iglesia católica, al igual que la Iglesia ortodoxa, considera que las enseñanzas de los consejos ecuménicos son infalibles, «reconoce el valor conciliar, ecuménico, normativo e irrevocable, como una expresión de la única fe común de la Iglesia y de todos los cristianos, del Símbolo profesado en griego por el Segundo Concilio Ecuménico celebrado en Constantinopla en 381. Ninguna profesión de fe propia de una tradición litúrgica particular puede contradecir esta expresión de fe enseñada y profesada por la Iglesia indivisa», pero considera admisibles las adiciones que aclaran la enseñanza, sin contradecirla de ninguna manera y que no pretendan tener, con base en su inserción, la misma autoridad que pertenece únicamente al original. También permite el uso del Símbolo de los Apóstoles además del Símbolo Niceno-Constantinopolitano y no ve ninguna diferencia esencial entre recitar en la liturgia un símbolo con adiciones ortodoxas y una profesión de fe fuera de la liturgia como la del patriarca Tarasio de Constantinopla, quien presentó una forma del Credo Niceno-Constantinopolitano como sigue: el Espíritu Santo, el Señor y dador de vida, que procede del Padre a través del Hijo.

#### Debates y declaraciones recientes
La cláusula filioque fue el tema principal que se discutió en la 62.ª reunión de la Conferencia teológica ortodoxo-católica de América del Norte, convocada en la Escuela de Teología Ortodoxa Griega de Santa Cruz (Brookline, Massachusetts) reunidos entre el 3 al 5 de junio de 2002 para su sesión de primavera. Como resultado de estas discusiones contemporáneas entre ambas iglesias, se ha sugerido que los ortodoxos podrían aceptar un filioque "económico" que establece que el Espíritu Santo, que se origina solo en el Padre, fue enviado a la Iglesia "a través del Hijo" (como el Paráclito), pero esto no sería la doctrina ortodoxa oficial, si no lo que los Padres llamaron un theologoumenon, una opinión teológica.
Posteriormente, dicha conferencia teológica católica-ortodoxa de Americe del Norte realizó una importante declaración el 25 de octubre de 2003, por medio del documento El Filioque: ¿Un problema que divide a la Iglesia?, proporciona una revisión extensa de las Escrituras , la historia y la teología. Especialmente críticas son las recomendaciones de esta consulta, por ejemplo:
1. Que todos los involucrados en tal diálogo reconozcan expresamente las limitaciones de nuestra capacidad para hacer afirmaciones definitivas sobre la vida interior de Dios.
2. Que, en el futuro, debido al progreso en la comprensión mutua que se ha producido en las últimas décadas, ortodoxos y católicos se abstengan de tildar de heréticas las tradiciones del otro lado en el tema de la procesión del Espíritu Santo.
3. Que los teólogos ortodoxos y católicos distingan más claramente entre la divinidad e identidad hipostática del Espíritu Santo (que es un dogma recibido de nuestras Iglesias) y la manera del origen del Espíritu, que aún espera resolución ecuménica plena y final.
4. Que los que dialogan sobre este tema distingan, en la medida de lo posible, las cuestiones teológicas del origen del Espíritu Santo de las cuestiones eclesiológicas del primado y la autoridad doctrinal en la Iglesia, aun cuando profundicemos seriamente en ambas cuestiones juntas.
5. Que el diálogo teológico entre nuestras Iglesias también preste cuidadosa consideración al estado de los concilios posteriores celebrados en nuestras dos Iglesias después de esos siete generalmente recibidos como ecuménicos.
6. Que la Iglesia Católica, como consecuencia del valor dogmático normativo e irrevocable del Credo de 381, utilice únicamente el texto griego original al hacer traducciones de ese Credo para uso catequético y litúrgico.
7. Que la Iglesia Católica, siguiendo un creciente consenso teológico, y en particular las declaraciones hechas por el Papa Pablo VI, declare que la condena hecha en el Segundo Concilio de Lyon (1274) de aquellos "que pretenden negar que el Espíritu Santo procede eternamente de el Padre y el Hijo" ya no es aplicable.

A juicio de está comisión, la cuestión del filioque ya no es una cuestión de "división de la Iglesia" que tenga que impedir la plena reconciliación y la plena comunión. Todavía corresponde a los obispos y fieles de las Iglesias Católica Romana y Ortodoxa revisar este trabajo y tomar las decisiones que sean apropiadas, en la firme convicción de que "los diferentes modos de comprensión de nuestras tradiciones de la procesión del Espíritu Santo no deben ya dividirnos necesariamente durante más tiempo".

### Iglesias ortodoxas orientales
Todas las Iglesias ortodoxas orientales usan el texto original del símbolo niceno-constantinopolitano, sin la cláusula Filioque.

### Protestantismo
Los teólogos protestantes del siglo XX están divididos entre los que quieren eliminar la cláusula, los que quieren dejarla de usar para favorecer la unión de las Iglesias cristianas y los defensores que quieren mantenerla. Por su parte, la Iglesia de Moravia nunca ha utilizado la cláusula Filioque.

### Iglesias anglicanas
Las Iglesias anglicanas actualmente incorporan la cláusula Filioque en el símbolo Niceno-Constantinopolitano, puesto que no se ha implementado el consejo de las Conferencias de Lambeth de 1978 y 1988, ni la resolución de los primados anglicanos y el Consejo Consultivo Anglicano de 1993. Las conferencias Lambeth de 1998 y 2008 no incluyeron la recomendación.
La Convención General de la Iglesia episcopal en los Estados Unidos de 1985 recomendó eliminar la cláusula Filioque del símbolo si la conferencia Lambeth de 1988 lo aprobaba. En consecuencia, la Convención General de 1994 reafirmó su intención de eliminar la cláusula próxima revisión de su Libro de Oración Común. La última revisión del libro fue en 1979 y no ha sido revisado desde entonces. Por su parte, la Iglesia episcopal escocesa no incluye la cláusula de Filioque en sus liturgias lingüísticas modernas.

## Situación actual

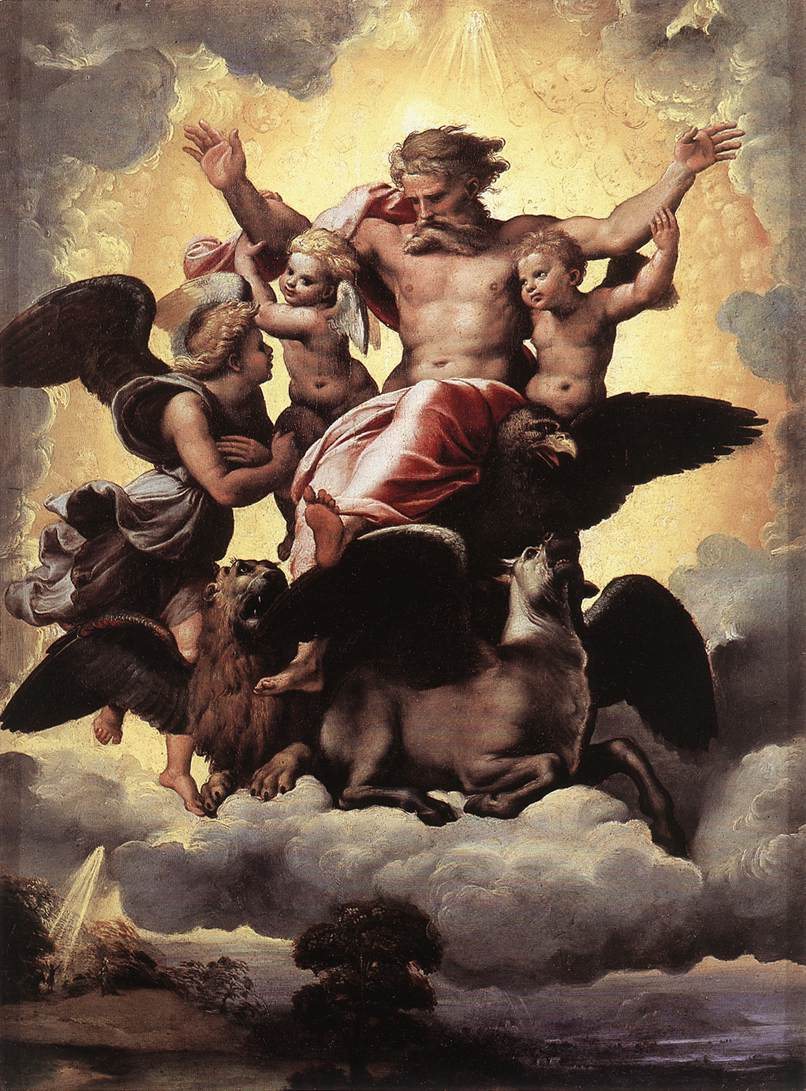
Dios Padre es el origen de las personas de la Santísima Trinidad según católicos y ortodoxos. Visión de Ezequiel, Rafael Sanzio.

En las últimas décadas se ven pasos significativos hacia una situación en la que la cláusula Filioque no sea un obstáculo para la plena comunión entre las Iglesias católica y ortodoxa. El Pontificio Consejo para la Promoción de la Unidad de los Cristianos publicó en 1995 Las tradiciones griega y latina en relación a la procesión del Espíritu Santo, que clarifica la posición católica y explica su contexto. En general fue bien recibida en los círculos ortodoxos, aunque también hay teólogos ortodoxos que han refutado minuciosamente los argumentos del documento. En 2003, una declaración conjunta de teólogos católicos y ortodoxos en los Estados Unidos, reiteró que para los católicos el Filioque se refiere no a la ἐκπόρευσις del Espíritu emitido del Padre, única fuente de la Trinidad, sino a su προϊέναι (processio) en la comunión consustancial del Padre y del Hijo, y además se preguntó si sería posible para la Iglesia ortodoxa aceptar esta interpretación de la processio del Espíritu Santo y para la Iglesia católica omitir el Filioque.
En un simposio celebrado en la Ciudad del Vaticano en el año 1982, se prestó especial atención a la idea de omitir la cláusula Filioque, lo que concretamente hicieron algunos papas al recitar el Símbolo en griego, idioma en el que el texto del Símbolo usado por los católicos en Grecia es idéntico al de los griegos ortodoxos.
La Encyclopedia of Eastern Orthodox Christianity señala que los teólogos ortodoxos, mientras se oponen por unanimidad a la inclusión de la cláusula Filioque en el Símbolo niceno-constantinopolitano, han encontrado posibilidades de conciliación en los campos fraseológico y doctrinal. La mayoría de los teólogos ortodoxos consideran que la cláusula Filioque no se debe considerar ni un dogma, ni una herejía, sino una «theologoumenon», es decir, una opinión teológica aceptable.
No todos los teólogos ortodoxos comparten esta opinión. Según el obispo ortodoxo Kallistos Ware, que por algún tiempo fue un feroz oponente de la cláusula Filioque, el problema no radica tanto en el área de las diferencias doctrinales fundamentales como en el campo de la diversidad semántica y de énfasis; indica que además de muchas «palomas», hay también «halcones» para los que el Filioque es una herejía. Algunos autores ven en la cláusula Filioque la raíz de todos los problemas de las relaciones dogmáticas entre Oriente y Occidente, siendo la cuestión de la procesión del Espíritu Santo, la única razón dogmática para la separación entre Oriente y Occidente, así, el resto de desacuerdos doctrinales no serían más que el resultado de esta.